# Liste der Baudenkmale in Neuruppin
Die Liste der Baudenkmale in Neuruppin enthält alle Baudenkmale der brandenburgischen Stadt Neuruppin und ihrer Ortsteile auf der Grundlage der Landesdenkmalliste Brandenburg mit dem Stand vom 31. Dezember 2020. In der Liste der Bodendenkmale in Neuruppin befinden sich die Bodendenkmale in Neuruppin.

## Baudenkmale in den Ortsteilen
In den Spalten befinden sich folgende Informationen:
- ID-Nr.: Die Nummer wird vom Brandenburgischen Landesamt für Denkmalpflege vergeben. Ein Link hinter der Nummer führt zum Eintrag über das Denkmal in der Denkmaldatenbank. In dieser Spalte kann sich zusätzlich das Wort Wikidata befinden, der entsprechende Link führt zu Angaben zu diesem Denkmal bei Wikidata.
- Lage: die Adresse des Denkmales und die geographischen Koordinaten. Link zu einem Kartenansichtstool, um Koordinaten zu setzen. In der Kartenansicht sind Denkmale ohne Koordinaten mit einem roten beziehungsweise orangen Marker dargestellt und können in der Karte gesetzt werden. Denkmale ohne Bild sind mit einem blauen bzw. roten Marker gekennzeichnet, Denkmale mit Bild mit einem grünen beziehungsweise orangen Marker.
- Bezeichnung: Bezeichnung in den offiziellen Listen des Brandenburgischen Landesamtes für Denkmalpflege. Ein Link hinter der Bezeichnung führt zum Wikipedia-Artikel über das Denkmal.
- Beschreibung: die Beschreibung des Denkmales
- Bild: ein Bild des Denkmales und gegebenenfalls einen Link zu weiteren Fotos des Baudenkmals im Medienarchiv Wikimedia Commons

### Alt Ruppin
| ID-Nr.            | Lage                               | Bezeichnung                                                                           | Beschreibung | Bild                                                                                  |
| ----------------- | ---------------------------------- | ------------------------------------------------------------------------------------- | --- | ------------------------------------------------------------------------------------- |
| 09170234          | Breite Straße 18 (Lage)            | Haustür                                                                               | Die Haustür stammt aus dem Jahre 1792. Es ist eine zweiflügelige Tür mit Rauten und Blütenornament. | Haustür                                                                               |
| 09172809          | Dietershof 1 a, 2, 2 a, 3 (Lage)   | Gut Dietershof, bestehend aus Wohnhaus, vier Wirtschaftsgebäuden und zwei Nebenbauten | | Gut Dietershof, bestehend aus Wohnhaus, vier Wirtschaftsgebäuden und zwei Nebenbauten |
| 09170236          | Friedrich-Engels-Straße (Lage)     | Pfarrkirche St. Nikolai                                                               | Der Ostteil der evangelischen Kirche stammt aus der ersten Hälfte des 14. Jahrhunderts. Das Schiff und der Turm wurden von 1598 bis 1603 erbaut. 1846 wurde die Kirche umgebaut. Im Inneren befindet sich ein Kanzelaltar aus dem Jahre 1712.                                                             | weitere Bilder                                                                        |
| 09171672 Wikidata | Friedrich-Engels-Straße 1 (Lage)   | Villa Kosmack                                                                         | Dreigeschossiger Putzbau im englischen Neu-Tudorstil, 1897 von dem Architekten Gustav Lilienthal für den Kaufmann Max Kosmack errichtet. | weitere Bilder                                                                        |
| 09171085          | Friedrich-Engels-Straße 9 (Lage)   | Wohnhaus                                                                              | Das Wohnhaus stammt aus dem Ende des 18. oder dem Beginn des 19. Jahrhunderts. Es ist ein verputztes Fachwerkhaus mit sieben Achsen, an der rechten Seite befindet sich ein Durchfahrtstor. | Wohnhaus                                                                              |
| 09171323          | Friedrich-Engels-Straße 30 (Lage)  | Wohnhaus                                                                              | | Wohnhaus                                                                              |
| 09170238          | Friedrich-Engels-Straße 33a (Lage) | Amtshaus                                                                              | Das Amtshaus wurde 1791 erbaut. Zuvor befand sich hier eine Burganlage. | Amtshaus                                                                              |
| 09171006          | Friedrich-Engels-Straße 39 (Lage)  | Alte Schule                                                                           | Die alte Schule wurde in den Jahren 1833/1834 erbaut. Es ist ein zweigeschossiges Fachwerkhaus. | Alte Schule                                                                           |
| 09171008          | Friedrich-Engels-Straße 42 (Lage)  | Wohnhaus                                                                              | Das Wohnhaus entstand um das Jahr 1700. | Wohnhaus                                                                              |
| 09171600          | Friedrich-Engels-Straße 43 (Lage)  | Schule (heute Kommunale Begegnungsstätte und Vereinshaus)                             | seit um 2000 Kommunale Begegnungsstätte und Vereinshaus | Schule (heute Kommunale Begegnungsstätte und Vereinshaus)                             |
| 09171818          | Friedrich-Engels-Straße 44 (Lage)  | Wohnhaus                                                                              | | Wohnhaus                                                                              |
| 09170237          | Friedrich-Engels-Straße 50 (Lage)  | Ehemaliges Rathaus                                                                    | | Ehemaliges Rathaus                                                                    |
| 09171601          | Gartenstraße (Lage)                | Grabstätte für den Künstler Richard Mutz, auf dem Friedhof, Feld 2                    | Es ist die Grabstätte von Richard Mutz (1872–1931). An der Grabstätte befindet sich eine Rückwand mit einem Porträtkopf von Mutz und eine erhobener Hand. | Grabstätte für den Künstler Richard Mutz, auf dem Friedhof, Feld 2                    |
| 09170239          | Kietzstraße (Lage)                 | Straßenzug Kietzstraße                                                                | Die Kietzstraße befindet sich zwischen alter Schloßbrücke und Kietz. Hier wurden nach einem Brand im Jahr 1792 53 Häuser für abgebrannte Bürger errichtet. An der Westseite der Straße befinden sich traufständige, eingeschossige Häuser in Paaren. Auf der anderen Seite befinden sich einzelne Häuser. | weitere Bilder                                                                        |
| 09170233 Wikidata | Kirchplatz (Lage)                  | Möhring-Denkmal                                                                       | Ferdinand Möhring (1815–1887) | weitere Bilder                                                                        |
| 09171602          | Kirchplatz 1 (Lage)                | Pfarrhaus                                                                             | | Pfarrhaus                                                                             |
| 09171634          | Kirchplatz 3 (Lage)                | Wohnhaus                                                                              | | Wohnhaus                                                                              |
| 09171088          | Weinberg 1 (Lage)                  | Schule                                                                                | In den Jahren 1927 bis 1928 wurde die Schule geplant, in den Jahren 1929 bis 1930 dann nach einem Entwurf von Heinrich Westphal erbaut. Blickfang des Gebäudes ist der Treppenrisalit am Haupteingang. Davor befindet sich eine Freitreppe. Der Grundriss ist nahezu L-förmig.                            | Schule                                                                                |

### Bechlin
| ID-Nr.   | Lage                  | Bezeichnung                                                                                        | Beschreibung | Bild                                                                                               |
| -------- | --------------------- | -------------------------------------------------------------------------------------------------- | --- | -------------------------------------------------------------------------------------------------- |
| 09170091 | Dorfstraße (Lage)     | Dorfkirche                                                                                         | Die evangelische Kirche ist ein frühgotischer Feldsteinbau aus der Mitte des 13. Jahrhunderts. Im Inneren befindet sich eine neogotische Orgel von 1857, erbaut durch Friedrich Hermann Lütkemüller. Der hölzerner Kanzelaltar stammt aus dem Jahr 1713. | weitere Bilder                                                                                     |
| 09171099 | Dorfstraße 36 (Lage)  | Gehöft, bestehend aus Wohnhaus, zwei Stallspeichern und Hofpflasterung                             | | Gehöft, bestehend aus Wohnhaus, zwei Stallspeichern und Hofpflasterung                             |
| 09171079 | Dorfstraße 39 (Lage)  | Wohnhaus eines Kleinbauern mit Vorgarten und Hofpflasterung                                        | Das Gehöft wurde 1846 errichtet. Das Wohnhaus ist ein Fachwerkhaus mit einem Feldsteinsockel. Der Eingang befindet sich in der Mitte der Fassade, davor eine kleine Freitreppe. Der Hof ist mit Kopfstein gepflastert.                                   | Wohnhaus eines Kleinbauern mit Vorgarten und Hofpflasterung                                        |
| 09171106 | Dorfstraße 50 (Lage)  | Gehöft eines Großbauern, bestehend aus Wohnhaus, zwei Stallspeichern und Resten der Hofpflasterung | | Gehöft eines Großbauern, bestehend aus Wohnhaus, zwei Stallspeichern und Resten der Hofpflasterung |
| 09170243 | Dorfstraße 52 (Lage)  | Pfarrhaus                                                                                          | | Pfarrhaus                                                                                          |
| 09171169 | Dorfstraße 115 (Lage) | Wohnhaus eines Großbauerngehöfts                                                                   | | Wohnhaus eines Großbauerngehöfts                                                                   |
| 09171179 | Dorfstraße 116 (Lage) | Durchfahrtsscheune mit Stallung und Feldsteinpflasterung                                           | | Durchfahrtsscheune mit Stallung und Feldsteinpflasterung                                           |

### Binenwalde
| ID-Nr.   | Lage                   | Bezeichnung                | Beschreibung | Bild                       |
| -------- | ---------------------- | -------------------------- | --- | -------------------------- |
| 09171026 | Seestraße 9b–13 (Lage) | Gutsanlage                 | Die Gutsanlage befindet sich auf einer Halbinsel im Kalksee. Das Gutshaus stammt ursprünglich aus dem Jahr 1756, im 19. und 20. Jahrhundert wurde es umgebaut und erweitert. Das Gutshaus besteht aus einem zweigeschossiger Mittelbau mit Mansarddach und eingeschossige Seitenteile mit Walmdächern. In der Mitte befindet sich eine Freitreppe und eine Terrasse. Zu der Gutsanlage gehören ein- und zweigeschossige Wohn- und Wirtschaftsgebäude. | Gutsanlage                 |
| 09171078 | Seestraße 42 (Lage)    | Sommerhalle mit Biergarten | | Sommerhalle mit Biergarten |

### Buskow
| ID-Nr.   | Lage                                 | Bezeichnung                                                                                                 | Beschreibung | Bild                                                        |
| -------- | ------------------------------------ | --- | --- | ----------------------------------------------------------- |
| 09170246 | Buskower Dorfstraße (Lage)           | Dorfkirche                                                                                                  | Die evangelische Dorfkirche wurde in der zweiten Hälfte des 13. Jahrhunderts erbaut. Es ist ein Saalbau aus Feldstein mit einem Dachturm. Die Kirche wurde im 18. Jahrhundert erneuert. | weitere Bilder                                              |
| 09171212 | Buskow Dorfstraße 35, 36, 43b (Lage) | Gutsanlage, bestehend aus Gutshaus (Nr. 36), Wirtschaftsgebäude (Nr. 35), Brennerei (Nr. 43b) und Parkmauer | | weitere Bilder                                              |
| 09171218 | Buskow Dorfstraße 56–61 (Lage)       | Sechsfamilienhaus für Gutsarbeiter                                                                          | | Sechsfamilienhaus für Gutsarbeiter                          |
| 09170950 | Buskow Dorfstraße 64, 8a (Lage)      | Wohnhaus mit zwei Wirtschaftsgebäuden und Schmiede (Nr. 8a)                                                 | Das Wohnhaus liegt auf der westlichen Straßenseite, die Schmiede liegt gegenüber. | Wohnhaus mit zwei Wirtschaftsgebäuden und Schmiede (Nr. 8a) |

### Fristow
| ID-Nr.   | Lage             | Bezeichnung                              | Beschreibung | Bild                                     |
| -------- | ---------------- | ---------------------------------------- | --- | ---------------------------------------- |
| 09171025 | Fristow 2 (Lage) | Förster-Dienstgehöft und Revierförsterei | Das Försterei-Gehöft wurde im Jahr 1879 erbaut. An der Stelle der heutigen Försterei befand sich seit 1719 ein Teerofen. Das Wohnhaus ist ein eingeschossiger Bau aus gelben Ziegeln und einem Satteldach. An der rechten Seite wurde angebaut. Zu dem Gehöft gehört eine Stallscheune aus Ziegel. | Förster-Dienstgehöft und Revierförsterei |

### Gentzrode
| ID-Nr.   | Lage               | Bezeichnung | Beschreibung | Bild           |
| -------- | ------------------ | --- | ------------ | -------------- |
| 09171023 | Gentzrode 1 (Lage) | Gut Gentzrode, bestehend aus Gutshaus, Kornspeicher, Gutshof, Landarbeiterhäusern, Inspektorenhaus, Verwaltungsgebäude und Park |              | weitere Bilder |

### Gildenhall
| ID-Nr.   | Lage                         | Bezeichnung                   | Beschreibung | Bild                          |
| -------- | ---------------------------- | ----------------------------- | --- | ----------------------------- |
| 09171689 | Blumenstraße 65 (Lage)       | Wohnhaus                      | | Wohnhaus                      |
| 09171317 | Hermsdorfer Weg 1 (Lage)     | Ausstellungs- und Bürogebäude | Das ehemalige Ausstellungs- und Bürogebäude wurde 1926/1927 erbaut, heute ist es Teil einer Grundschule. Der Entwurf für das Haus stammt von Adolf Meyer. Es ist ein dreigeschossiges Haus mit einem Flachdach. An das Haus schließt sich ein eingeschossiges Gebäude an. | Ausstellungs- und Bürogebäude |
| 09171318 | Hermsdorfer Weg 3/5/7 (Lage) | Wohn- und Werkstatthaus       | | Wohn- und Werkstatthaus       |

### Gnewikow
| ID-Nr.            | Lage                 | Bezeichnung                           | Beschreibung | Bild                                  |
| ----------------- | -------------------- | ------------------------------------- | --- | ------------------------------------- |
| 09171096          | Am See 17 (Lage)     | Neubauernhaus mit Vor- und Nutzgarten | | Neubauernhaus mit Vor- und Nutzgarten |
| 09170267          | Gutsstraße (Lage)    | Landschaftspark                       | | Landschaftspark                       |
| 09171961          | Gutsstraße 22 (Lage) | Kindergarten                          | Das Gebäude wurde 1957 errichtet. Es ist ein eingeschossiger, L-förmiger Putzbau mit Walmdach. Es steht leer (Stand 2020). | Kindergarten                          |
| 09170268          | Gutsstraße 24 (Lage) | Gutshaus                              | | Gutshaus                              |
| 09170269 Wikidata | Gutsstraße 37 (Lage) | Dorfkirche                            | Die evangelische Kirche wurde nach einer dendrologischen Untersuchung im Jahr 1510 erbaut. Es ist ein Saalbau aus Feldstein und Ziegelbruchstücken mit einem dreiseitigen Ostschluss. Die Ausstattung stammt im wesentlich aus dem 17. Jahrhundert. An der Südwand befinden sich Reste einer Wandmalerei. | weitere Bilder                        |
| 09171198          | Gutsstraße 38 (Lage) | Altes Schulhaus mit Stall             | | Altes Schulhaus mit Stall             |

### Gühlen-Glienicke
| ID-Nr.   | Lage                 | Bezeichnung | Beschreibung | Bild |
| -------- | -------------------- | --- | ------------ | --- |
| 09171200 | Dorfstraße 17 (Lage) | Büdnergehöft, bestehend aus Wohnhaus, Stallspeicher, Durchfahrtsscheune und Hofpflasterung                                   |              | Büdnergehöft, bestehend aus Wohnhaus, Stallspeicher, Durchfahrtsscheune und Hofpflasterung                                   |
| 09171112 | Dorfstraße 18 (Lage) | Gehöft, bestehend aus Wohnhaus, Stallscheune, Durchfahrtsscheune, Schmiede, Vorgarten mit Eisengitterzaun und Hofpflasterung |              | Gehöft, bestehend aus Wohnhaus, Stallscheune, Durchfahrtsscheune, Schmiede, Vorgarten mit Eisengitterzaun und Hofpflasterung |
| 09171201 | Dorfstraße 21 (Lage) | Wohnhaus |              | Wohnhaus |
| 09171447 | Dorfstraße 29 (Lage) | Förstereigehöft, bestehend aus Forsthaus und drei Wirtschaftsgebäuden                                                        |              | Förstereigehöft, bestehend aus Forsthaus und drei Wirtschaftsgebäuden                                                        |

### Karwe
| ID-Nr.            | Lage                                           | Bezeichnung                                                                                         | Beschreibung | Bild                                    |
| ----------------- | ---------------------------------------------- | --------------------------------------------------------------------------------------------------- | --- | --------------------------------------- |
| 09172796          | Bahnhof Karwe (Lage)                           | Empfangsgebäude des Bahnhofs Karwe                                                                  | Nordöstlich des Dorfes gelegen. Das Empfangsgebäude ist ein zweistöckiger Bau aus Fachwerk und Ziegeln mit Krüppelwalmdach und zwei einstöckigen Anbauten. Seit 1998 halten hier keine Züge mehr, das Bahnhofsgebäude ist in Privatbesitz. | weitere Bilder                          |
| 09172797          | Bahnhof Radensleben 1 (Lage)                   | Empfangsgebäude des Bahnhofs Wustrau-Radensleben                                                    | Stattliches, dreigeschossiges Empfangs- und Dienstgebäude auf H-förmigem Grundriss. Sichtziegelbau mit sparsamen Fassadengliederungen und überstehenden Satteldächern. Seitliche Fachwerk-Nebengebäude mit Ziegelausmauerungen. Einer der stattlichsten Bahnhofsbauten an der Eisenbahnstrecke, der die regionale Bedeutung von Radensleben um 1900 veranschaulicht.                          | weitere Bilder                          |
| 09170283 Wikidata | Lange Straße (Lage)                            | Dorfkirche mit Kirchhofsportal                                                                      | | weitere Bilder                          |
| 09170095          | Lange Straße 31, 32, Am Alten Gutshof 3 (Lage) | Gutsanlage, bestehend aus Grundmauern des Gutshauses, Wirtschaftshof und Gutspark (Landschaftspark) | Das Gut war von 1720 bis 1945 im Besitz der Familie von Knesebeck. Das Gutshaus wurde nach 1945 Schule, 1970 übernahm es ein Berliner Betrieb, der es aber nicht nutzte. 1983 wurde das Haus abgerissen, Fundamentreste blieben erhalten, ebenso einige Gebäude des Wirtschaftshofs (Verwalterhaus, Wirtschaftsgebäude mit Eiskeller, Scheune sowie ein Pferdestall (zum Wohnhaus umgebaut)). | weitere Bilder                          |
| 09170973          | Lange Straße 15 (Lage)                         | Tagelöhnerwohnhaus                                                                                  | | Tagelöhnerwohnhaus                      |
| 09170974          | Lange Straße 21 (Lage)                         | Wohnhaus mit Stallspeicher                                                                          | | Wohnhaus mit Stallspeicher              |
| 09170975          | Lange Straße 27 (Lage)                         | Wohnhaus mit Stallanlagen                                                                           | | Wohnhaus mit Stallanlagen               |
| 09171303          | Lange Straße 30 (Lage)                         | Schule (heute Wohnhaus) mit Einfriedung                                                             | | Schule (heute Wohnhaus) mit Einfriedung |
| 09172840          | Lange Straße 46 (Lage)                         | Stallscheune                                                                                        | Stallscheune: an der Rückseite des Vierseithofes, Datierung 1839 (Inschrift), 1864 erweitert. Feldstein, Holz, Lehm und Ziegel, steiles Satteldach. Die Fachwerkscheune aus dem ersten Drittel des 19. Jh. ist das älteste erhaltene Wirtschaftsgebäude im Dorf und daher bau- und ortsgeschichtlich bedeutend.                                                                               | Stallscheune                            |

### Krangen
| ID-Nr.            | Lage                 | Bezeichnung                                                                                              | Beschreibung | Bild |
| ----------------- | -------------------- | --- | --- | --- |
| 09171115          | Dorfstraße 21 (Lage) | Wohnhaus eines Mittelbauern mit linkem Stallspeicher und Hofpflasterung                                  | Das Wohnhaus des Hofes wurde gegen Ende des 19. Jahrhunderts erbaut. Das eingeschossige Haus hat ein Satteldach, unter dem Satteldach befindet sich ein Drempel. Der Hof wird rechts von einem Stallspeicher, an der Rückseite von einer Scheune und links von einem Tass begrenzt. | Wohnhaus eines Mittelbauern mit linkem Stallspeicher und Hofpflasterung                                  |
| 09171180          | Dorfstraße 24 (Lage) | Mittelbauerngehöft, bestehend aus Wohnhaus, rechtem Stallspeicher, Durchfahrtsscheune und Hofpflasterung | Das Wohnhaus des ehemaligen Vierseithofs wurde von 1910 bis 1915 erbaut. Es ist ein eingeschossiges, traufständiges massive Haus mit einem Satteldach. Unter dem Dach befindet sich ein Drempel. Der Eingang ins Wohnhaus befindet sich in der Mitte von sieben Achsen, davor ist eine eingezogene Treppe. Auf dem Hof, dieser sit mit Kopfstein gepflastert, befindet sich eine Güllegrube. Rechts und links des Hofes befinden sich Stallspeicher, beide wurden um 1900 errichtet. Die Scheune als Hofabschluss gibt es nicht mehr. | Mittelbauerngehöft, bestehend aus Wohnhaus, rechtem Stallspeicher, Durchfahrtsscheune und Hofpflasterung |
| 09170292 Wikidata | Dorfstraße 25 (Lage) | Dorfkirche                                                                                               | Die Dorfkirche wurde 1836/1837 als Normalkirche Schinkels erbaut. Es ist ein Saalbau mit einem Satteldach, an jeder Giebelseite befindet sich auf dem Dach ein Kreuz. Die Fassade ist im klassizistischen Stil gegliedert. Der Saalbau teil sich in ein Vorraum im Südwesten, einem Saal mit einer Holzdecke und ein Gemeinderaum im Nordosten der Kirche. Der Kanzelaltar stammt aus der Bauzeit, ebenso ein Leuchterpaar und das Orgelprospekt.                                                                                     | weitere Bilder                                                                                           |

### Kunsterspring
| ID-Nr.   | Lage   | Bezeichnung                                | Beschreibung | Bild                                       |
| -------- | ------ | ------------------------------------------ | --- | ------------------------------------------ |
| 09171171 | (Lage) | Ehemaliges Jagdhaus und Waldarbeiterschule | Das erste Gebäude der Ausbildungsstätte der Landesforsten Brandenburg war das von 1936 bis 1937 erbaute Jagdhaus. Erbaut wurde es für den Industriellen Dörken. Ab 1951 war das Haus mit einem Neubau aus dem Jahr 1952 die Waldarbeiterschule, seit 1991 ist es ein Jugendwaldheim. | Ehemaliges Jagdhaus und Waldarbeiterschule |

### Lichtenberg
| ID-Nr.                           | Lage                  | Bezeichnung | Beschreibung | Bild               |
| -------------------------------- | --------------------- | ----------- | --- | ------------------ |
| 09170298                         | Dorfstraße (Lage)     | Dorfkirche  | Die ursprüngliche Dorfkirche Lichtenberg wurde in der zweiten Hälfte des 13. Jahrhunderts erbaut. Es ist ein Saalbau mit einem eingebundenen Turm. Der Turm hat ein Pyramidendach und ist verbrettert, die Kirche hat ein Satteldach. Im Jahr 1846 wurde die Sakristei hinzugefügt und die Empore und das Gestühl eingebaut. Der Altarretabel stammt aus der zweiten Hälfte des 17. Jahrhunderts, im oberen Tel befindet sich ein Gemälde mit einer Kreuzigung, im unteren Teil ein Gemälde mit einem Abendmahl. | weitere Bilder     |
| 09171541 Teilobjekt zu: 09170298 | Dorfstraße ()         | Glocke      | Datierung 1779; Herstellung Johann Friedrich Thiele | ein Bild hochladen |
| 09171542 Teilobjekt zu: 09170298 | Dorfstraße ()         | Glocke      | Datierung 1927 | ein Bild hochladen |
| 09172860                         | Dorfstraße 23 ()      | Wohnhaus    | Datierung 1745/1755 | ein Bild hochladen |
| 09172845                         | Dorfstraße 41 (Lage)  | Wohnhaus    | | Wohnhaus           |
| 09172846 Teilobjekt zu: 09172845 | Dorfstraße 41 ()      | Stall       | Datierung 1801/1850, Umbau & Erweiterung 1901/1925 | ein Bild hochladen |
| 09170508                         | Dorfstraße 47a (Lage) | Wohnhaus    | | Wohnhaus           |

### Molchow
| ID-Nr.   | Lage                | Bezeichnung                                     | Beschreibung | Bild                                            |
| -------- | ------------------- | ----------------------------------------------- | --- | ----------------------------------------------- |
| 09171041 | Dorfplatz (Lage)    | Glockenturm, auf dem Anger                      | Der Glockenturm, wurde 1692 für eine Glocke aus dem Jahre 1522 errichtet, die Glocke stammt aus dem im 16. Jahrhundert wüst gefallene Dorf Eggersdorf. Der Glockenturm ist ein Fachwerkbau, der verbrettert ist, das Zeltdach besteht aus Stroh. | weitere Bilder                                  |
| 09170492 | Dorfplatz 2 (Lage)  | Wohnhaus                                        | | Wohnhaus                                        |
| 09170494 | Dorfplatz 5 (Lage)  | Wohnhaus                                        | | Wohnhaus                                        |
| 09170493 | Dorfplatz 6 (Lage)  | Wohnhaus                                        | | Wohnhaus                                        |
| 09170986 | Dorfplatz 9 (Lage)  | Gehöft, bestehend aus Wohnhaus und Stallgebäude | | Gehöft, bestehend aus Wohnhaus und Stallgebäude |
| 09171170 | Dorfplatz 14 (Lage) | Stallspeicher                                   | | Stallspeicher                                   |
| 09170987 | Dorfplatz 15 (Lage) | Wohnhaus                                        | | Wohnhaus                                        |

### Neuglienicke
| ID-Nr.   | Lage                 | Bezeichnung | Beschreibung | Bild |
| -------- | -------------------- | --- | ------------ | --- |
| 09171028 | Dorfstraße 2 (Lage)  | Wirtschaftsgebäude des Kutschergehöfts mit Garten                                                                                  |              | BW |
| 09171029 | Dorfstraße 3 (Lage)  | Gehöft der Oberförsterei mit Garten                                                                                                |              | Gehöft der Oberförsterei mit Garten                                                                                                |
| 09171030 | Dorfstraße 4 (Lage)  | Förster-Dienstgehöft und Revierförsterei (Neuglienicke-Ost), bestehend aus Wohnhaus, Scheune, Stall und Holz-Gartenlaube           |              | Förster-Dienstgehöft und Revierförsterei (Neuglienicke-Ost), bestehend aus Wohnhaus, Scheune, Stall und Holz-Gartenlaube           |
| 09171031 | Dorfstraße 10 (Lage) | Förster-Dienstgehöft und Revierförsterei (Neuglienicke-West), bestehend aus Wohnhaus, Scheune mit angebautem Stall und Pferdestall |              | Förster-Dienstgehöft und Revierförsterei (Neuglienicke-West), bestehend aus Wohnhaus, Scheune mit angebautem Stall und Pferdestall |
| 09171032 | Dorfstraße 12 (Lage) | Bürohaus der Oberförsterei |              | Bürohaus der Oberförsterei |

### Neumühle
| ID-Nr.   | Lage                                | Bezeichnung | Beschreibung | Bild |
| -------- | ----------------------------------- | --- | ------------ | --- |
| 09170883 | Neumühler Weg 1, 2, 4, 4a, 5 (Lage) | Neumühle, bestehend aus Herrenhaus, Ölmühle, Speicher, zwei Stallgebäuden, Verwalterhaus, Einfriedung und Park |              | Neumühle, bestehend aus Herrenhaus, Ölmühle, Speicher, zwei Stallgebäuden, Verwalterhaus, Einfriedung und Park |

### Nietwerder
| ID-Nr.            | Lage                                | Bezeichnung                              | Beschreibung | Bild                                     |
| ----------------- | ----------------------------------- | ---------------------------------------- | --- | ---------------------------------------- |
| 09171820          | Ausbau 10, Wulkower Chaussee (Lage) | Wohnhaus (Chausseehaus) mit Nebengebäude | Erbaut 1847–51, südöstlich des Ortskerns. Eingeschossiger Sichtziegelbau, an den Fenstern hölzerne Klappläden. Typisches märkisches Chausseehaus, das die Entwicklung des Straßenwesens dokumentiert. Nebengebäude: Kleines Ziegel-Hofgebäude. | Wohnhaus (Chausseehaus) mit Nebengebäude |
| 09170398 Wikidata | Dorfstraße (Lage)                   | Dorfkirche                               | Die evangelische Dorfkirche wurde nach einem Entwurf aus dem Stüler-Umfeld im Jahre 1867 erbaut. Es ist ein Saalbau aus Backstein im Stil der Neugotik mit einer Apsis und einem freistehenden Turm.                                           | weitere Bilder                           |
| 09171181          | Dorfstraße 4 (Lage)                 | Stallspeicher und Stallscheune           | | Stallspeicher und Stallscheune           |

### Pabstthum
| ID-Nr.   | Lage                   | Bezeichnung                                     | Beschreibung | Bild                                            |
| -------- | ---------------------- | ----------------------------------------------- | ------------ | ----------------------------------------------- |
| 09171683 | Pabstthum 2, 3a (Lage) | Zwei Wirtschaftsgebäude                         |              | Zwei Wirtschaftsgebäude                         |
| 09171036 | Pabstthum 5 (Lage)     | Gutsförsterei, bestehend aus Wohnhaus und Stall |              | Gutsförsterei, bestehend aus Wohnhaus und Stall |

### Radensleben
| ID-Nr.   | Lage                 | Bezeichnung                                                       | Beschreibung | Bild                                                 |
| -------- | -------------------- | ----------------------------------------------------------------- | --- | ---------------------------------------------------- |
| 09171718 | Dorfstraße (Lage)    | Pflasterstraße mit Sommerweg und Baumreihen                       | Hauptstraße des Ortes. Datierung 1901/1950, Feldstein und Granit. | Pflasterstraße mit Sommerweg und Baumreihen          |
| 09170402 | Dorfstraße (Lage)    | Dorfkirche mit Kirchhofsportal, Campo Santo und Wohnhaus (Nr. 88) | Die Bauzeit der evangelischen Kirche wird dem 13. Jahrhundert zugeordnet. Im Inneren ist eine betende Madonna erwähnenswert, die im späten 15. Jahrhundert in der Schule der Della Robbia entstand. Der Friedhof ist eine Familienbegräbnisstätte des Gutsherrn Ferdinand von Quast.                                                                              | weitere Bilder                                       |
| 09171383 | Dorfstraße (Lage)    | Friedhofskapelle mit Friedhofsportal und Einfriedung              | Der Friedhof wurde in der zweiten Hälfte des 19. Jahrhunderts angelegt. Die einschiffige Kapelle wurde im Stil der Neugotik erbaut. Sie besteht aus einem Schiff mit einer rechteckigen Apsis. | Friedhofskapelle mit Friedhofsportal und Einfriedung |
| 09171314 | Dorfstraße 29 (Lage) | Schulhaus mit Wirtschaftsgebäude                                  | Die Dorfschule wurde von 1912 bis 1913 erbaut und wurde bis 1991 als Schule genutzt. Es ist ein massiv gemauerter, verputzter Bau mit einem Krüppelwalmdach. Im Haus sind zwei Klassenzimmer und eine Lehrerwohnung. Auf den Dachboden befindet sich eine Räucherkammer. Im Jahre 1913 wurde ein Stall gebaut, 1965 erfolgte ein Anbau las drittes Klassenzimmer. | Schulhaus mit Wirtschaftsgebäude                     |
| 09171315 | Dorfstraße 33 (Lage) | Wirtschaftsgebäude                                                | | Wirtschaftsgebäude                                   |
| 09171316 | Dorfstraße 36 (Lage) | Wohnhaus                                                          | | Wohnhaus                                             |
| 09171294 | Dorfstraße 89 (Lage) | Pfarrhaus                                                         | | Pfarrhaus                                            |
| 09170925 | Dorfstraße 97 (Lage) | Gutshaus                                                          | Das ehemalige Gutshaus ist ein Seniorenheim. Das Haus wurde 1894–1896 errichtet. Teile des Vorgängerbaus aus dem 17. Jahrhundert sind erhalten. Ab 1945 wurde das Haus als Pflegeheim genutzt, 1991 wurde es zu einem Senioren-Wohnpark umgebaut. | Gutshaus                                             |
| 09170401 | Dorfstraße 97 (Lage) | Gutspark (Landschaftspark)                                        | Der Gutspark wurde 1833 von Lenné angelegt und von Ferdinand von Quast erweitert. | Gutspark (Landschaftspark)                           |

### Rheinsberg-Glienicke
| ID-Nr.   | Lage                 | Bezeichnung | Beschreibung | Bild |
| -------- | -------------------- | --- | ------------ | ---- |
| 09171033 | Dorfstraße 3 (Lage)  | Gehöft der Oberförsterei, bestehend aus Wohnhaus, zwei Stallgebäuden, Vor-, Obst- und Gemüsegarten sowie Koppel |              | BW   |
| 09171648 | Dorfstraße 13 (Lage) | Gehöft, bestehend aus Wohnhaus, vier Wirtschaftsgebäuden, Hofpflasterung, Pumpe und Einfriedung                 |              | BW   |

### Rottstiel
| ID-Nr.   | Lage                         | Bezeichnung                                                                                | Beschreibung | Bild                                                                                       |
| -------- | ---------------------------- | ------------------------------------------------------------------------------------------ | --- | ------------------------------------------------------------------------------------------ |
| 09171034 | Försterei Rottstiel 1 (Lage) | Försterei-Gehöft, bestehend aus Wohnhaus, Stallscheune und Stall sowie Vor- und Nutzgarten | Das Försterei-Gehöft wurde im Jahre 1870 erbaut. Das Haus ist aus Ziegel erbaut und hat einen T-förmigen Grundriss. Die Fenster sind Rundbogenfenster mit überfangenden Ziegelbögen. Zum Gehöft gehören noch eine Stallscheune mit Drempelgeschoss und Pfettendach und ein Stall. | Försterei-Gehöft, bestehend aus Wohnhaus, Stallscheune und Stall sowie Vor- und Nutzgarten |

### Steinberge
| ID-Nr.   | Lage                 | Bezeichnung                                                                          | Beschreibung | Bild                                                                                 |
| -------- | -------------------- | ------------------------------------------------------------------------------------ | --- | ------------------------------------------------------------------------------------ |
| 09171451 | Steinberge 3 (Lage)  | Gasthaus                                                                             | Die ehemalige Gastwirtschaft wurde wahrscheinlich in der Mitte des 18. Jahrhunderts erbaut. Sie bestand aus Schänke, Festsaal und Ausspanne. Es ist ein zweigeschossiges, traufständiges Fachwerkhaus. Die Giebel am Satteldach sind verbrettert. Die Fenster sind gegenüber dem Urzustand vergrößert. | Gasthaus                                                                             |
| 09171035 | Steinberge 11 (Lage) | Försterei-Gehöft, bestehend aus Wohnhaus und Stallspeicher sowie Vor- und Nutzgarten | Die Försterei wurde 1902 errichtet. Das Wohnhaus stammt aus der Zeit 1746–1755. Im 19. Jahrhundert fanden Umbauten statt. | Försterei-Gehöft, bestehend aus Wohnhaus und Stallspeicher sowie Vor- und Nutzgarten |

### Stendenitz
| ID-Nr.   | Lage   | Bezeichnung                                                   | Beschreibung | Bild                                                          |
| -------- | ------ | ------------------------------------------------------------- | --- | ------------------------------------------------------------- |
| 09171125 | (Lage) | Waldmuseum                                                    | Das Waldmuseum Stendenitz wurde 1936 von dem Revierförster Hans Zander gegründet. Das Museum besteht aus Blockhäusern und befindet sich an der Westseite des Zermützelsees. Das Museum ist eine Außenstelle des Heimatmuseums Neuruppin. | Waldmuseum                                                    |
| 09172798 | ()     | Grabstätte für Friederike und Wilhelm Gentz, auf dem Friedhof | | Grabstätte für Friederike und Wilhelm Gentz, auf dem Friedhof |

### Stöffin
| ID-Nr.            | Lage                  | Bezeichnung                                                                                                   | Beschreibung | Bild |
| ----------------- | --------------------- | --- | --- | --- |
| 09170418 Wikidata | Dorfstraße (Lage)     | Dorfkirche | Die evangelische Dorfkirche stammt aus der zweiten Hälfte des 13. Jahrhunderts. Der Saalbau hat einen eingezogenen Chor und einen Turm in der Breite des Schiffes im Westen der Kirche. Erbaut wurde die Kirche aus Feldstein. Im Inneren befindet sich ein Triumphbogen, dieser trennt Schiff und Chor. Der Altaraufsatz im Inneren wurde im Jahr 1727 angefertigt. Die Westempore, die Orgel und das Gestühl stammen aus dem 19. Jahrhundert. Zur Ausstattung der Kirche gehört ein Kelch aus dem Jahr 1714 (Inschrift). | weitere Bilder                                                                                                |
| 09171182          | Dorfstraße 8 (Lage)   | Gehöft eines Mittelbauern, bestehend aus Wohnhaus, Backhaus und Resten der Kopfsteinpflasterung der Hoffläche | Der ursprüngliche Dreiseithof wurde zum Beginn des 20. Jahrhunderts zu einem Vierseithof ausgebaut. Das Wohnhaus ist ein eingeschossiges Haus mit einem Satteldach. In der Mitte des Wohnhauses befindet sich eine linksseitige Freitreppe vor dem Eingang. Zum Hof gehören links ein Stallspeicher und rechts ein Stallspeicher. Der Vierseithof wird rückwärtig mit einer Durchfahrtscheune abgeschlossen. | Gehöft eines Mittelbauern, bestehend aus Wohnhaus, Backhaus und Resten der Kopfsteinpflasterung der Hoffläche |
| 09171186          | Dorfstraße 23b (Lage) | Wohnhaus eines Kleinbauern                                                                                    | Das traufständige Wohnhaus als Teil eines Doppelhofes wurde im Jahre 1871 erbaut. Das Haus steht auf einem Feldsteinsockel und hat ein Geschoss. Unter dem Dach befindet sich ein Drempel. Zwischen den Fenstern im Drempel befinden sich Girlanden und Putzspiegel. Der Eingang befindet sich auf der Giebelseite. | Wohnhaus eines Kleinbauern                                                                                    |
| 09171084          | Dorfstraße 48b (Lage) | Kulturhaus mit Gaststätte                                                                                     | Das Wohnhaus wurde in der Mitte des 18. Jahrhunderts erbaut. | Kulturhaus mit Gaststätte                                                                                     |

### Tornow
| ID-Nr.   | Lage                      | Bezeichnung                                                                                             | Beschreibung | Bild |
| -------- | ------------------------- | --- | ------------ | ---- |
| 09171121 | Forsthaus Tornow 1 (Lage) | Förster-Gehöft mit Jagdpension, bestehend aus Wohnhaus, Stallspeicher, Stallscheune und Wirtschaftshaus |              | BW   |

### Treskow
| ID-Nr.            | Lage                             | Bezeichnung | Beschreibung | Bild           |
| ----------------- | -------------------------------- | ----------- | --- | -------------- |
| 09171673 Wikidata | Erich-Dieckhoff-Straße 8a (Lage) | Kirche      | Die Kirche wurde von 1934 bis 1935 erbaut. Es ist ein Putzbau mit einem Satteldach und einem Dachreiter aus Holz. An dem Schiff befindet sich eine rechteckige Apsis. Im Inneren befindet sich ein Tonnengewölbe, die Ausstattung ist aus der Bauzeit. Im Chor befindet sich ein Fenster mit der Darstellung von Agnus Dei. Ein Ölgemälde zeigt „Christus erscheint einer Landfrau“ von Willy Zerges aus Berlin. | weitere Bilder |
| 09171087          | Erich-Dieckhoff-Straße 26 (Lage) | Gutshaus    | Das Gutshaus wurde um 1800 erbaut. Es ist ein zweigeschossiger, giebelständiger Bau aus Ziegel mit einem Krüppelwalmdach. In der zweiten Hälfte des 19. Jahrhunderts wurden das Gutshaus erweitert. Die Fassade ist spätklassizistisch. Im Gutspark sind alte Bäume erhalten. | Gutshaus       |

### Wulkow
| ID-Nr.                           | Lage                         | Bezeichnung                                                                      | Beschreibung | Bild                                                                             |
| -------------------------------- | ---------------------------- | -------------------------------------------------------------------------------- | --- | -------------------------------------------------------------------------------- |
| 09170432                         | An der B 167 (Lage)          | Gedenkstein für Opfer des Konzentrationslagers Sachsenhausen                     | Der Gedenkstein erinnert an polnische Opfer des Todesmarsches von Häftlingen aus dem KZ Sachsenhausen. Er wurde 1976 von polnischen Arbeiten errichtet.                                                         | Gedenkstein für Opfer des Konzentrationslagers Sachsenhausen                     |
| 09171513                         | Dorfstraße 3 (Lage)          | Dreiseitgehöft, bestehend aus Wohnhaus, zwei Wirtschaftsgebäuden und Einfriedung | Typisches Dreiseitgehöft, das den Wandel kleinbäuerlicher Lebensverhältnisse im 19. und 20. Jh. veranschaulicht.                                                                                                | Dreiseitgehöft, bestehend aus Wohnhaus, zwei Wirtschaftsgebäuden und Einfriedung |
| 09171514 Teilobjekt zu: 09171513 | Dorfstraße 3 (Lage)          | Wohnhaus                                                                         | Das Wohnhaus (Sichtziegelbau) entstand etwa um 1860 und steht an der rechten Seite des Dreiseitgehöftes. | Wohnhaus                                                                         |
| 09171515 Teilobjekt zu: 09171513 | Dorfstraße 3 (Lage)          | Stall                                                                            | Der Stall steht auf der Südseite des Hofes. Er ist auf 1801/1803 datiert. | BW                                                                               |
| 09171516 Teilobjekt zu: 09171513 | Dorfstraße 3 (Lage)          | Scheune                                                                          | Die Scheune steht auf der Rückseite des Hofes und entstand ca. 1930. | BW                                                                               |
| 09171983                         | Dorfstraße 4a (Lage)         | Spritzenhaus                                                                     | | Spritzenhaus                                                                     |
| 09171986                         | Dorfstraße 9 (Lage)          | Dorfschule mit Wirtschaftsgebäude                                                | | Dorfschule mit Wirtschaftsgebäude                                                |
| 09171987 Teilobjekt zu: 09171986 | Dorfstraße 9 (Lage)          | Wirtschaftsgebäude                                                               | Das Wirtschaftsgebäude steht parallel zur Schule. | Wirtschaftsgebäude                                                               |
| 09170431 Wikidata                | Dorfstraße 14 (Lage)         | Dorfkirche                                                                       | Die evangelische Kirche wurde im Stil der Spätgotik Anfang des 16. Jahrhunderts erbaut. Die Ausstattung im Inneren ist aus dem Jahre 1709. Das Orgelprospekt stammt aus der ersten Hälfte des 19. Jahrhunderts. | weitere Bilder                                                                   |
| 09171114                         | Dorfstraße 54 (Lage)         | Gutsförsterei                                                                    | später als Wohnhaus genutzt | Gutsförsterei                                                                    |
| 09172740                         | Dorfstraße 55, 56, 57 (Lage) | Zwei Arbeiterhäuser der Gutsförsterei                                            | | Zwei Arbeiterhäuser der Gutsförsterei                                            |
| 09172741 Teilobjekt zu: 09172740 | Dorfstraße 56, 57 (Lage)     | Gutsarbeiterhaus                                                                 | | Gutsarbeiterhaus                                                                 |
| 09172802                         | Dorfstraße 61 (Lage)         | Wohnhaus mit Scheune                                                             | | Wohnhaus mit Scheune                                                             |
| 09172803 Teilobjekt zu: 09172802 | Dorfstraße 61 (Lage)         | Scheune                                                                          | auf der Rückseite des Hofes | Scheune                                                                          |

### Wuthenow
| ID-Nr.   | Lage                       | Bezeichnung                                                                                 | Beschreibung | Bild                                                                                        |
| -------- | -------------------------- | ------------------------------------------------------------------------------------------- | --- | ------------------------------------------------------------------------------------------- |
| 09170437 | Dorfstraße 14 (Lage)       | Dorfkirche                                                                                  | Die evangelische Kirche wurde als Normalkirche nach den Plänen von Karl Friedrich Schinkel 1836 bis 1837 errichtet. Im Inneren befinden sich ein Kanzelaltar und vier Gemälde: ein Christusbild aus dem 17. Jahrhundert, die älteste Ansicht von Neuruppin aus dem Jahre 1694, ein Lutherbildnis aus dem Jahre 1837 und ein Christusbild aus dem Jahre 1935. Die Kirche trägt die offizielle Bezeichnung „Schinkelkirche“. | weitere Bilder                                                                              |
|          | Dorfstraße 11 (Lage)       | Gehöft, bestehend aus Wohnhaus, zwei Stallgebäuden, Scheune, Einfriedung und Hofpflasterung | | Gehöft, bestehend aus Wohnhaus, zwei Stallgebäuden, Scheune, Einfriedung und Hofpflasterung |
|          | Dorfstraße 12 (Lage)       | Wohnhaus mit Einfriedung                                                                    | | Wohnhaus mit Einfriedung                                                                    |
|          | Dorfstraße 17, 17 a (Lage) | Stallspeicher und Scheune                                                                   | | BW                                                                                          |
| 09171145 | Dorfstraße 19 (Lage)       | Gehöft, bestehend aus Wohnhaus mit zwei Wirtschaftsgebäuden und Einfriedung                 | Das Wohnhaus des Gehöftes wurde Anfang des 19. Jahrhunderts erbaut. Es ist ein giebelständiges, zweigeschossiges Haus mit einem Satteldach. Im Inneren befand sich eine Schwarze Küche. | Gehöft, bestehend aus Wohnhaus mit zwei Wirtschaftsgebäuden und Einfriedung                 |
|          | Dorfstraße 45 (Lage)       | Villa mit Nebengebäude und Einfriedung                                                      | | Villa mit Nebengebäude und Einfriedung                                                      |
|          | Dorfstraße 50 (Lage)       | Villa                                                                                       | | Villa                                                                                       |
| 09171174 | Dorfstraße 72 (Lage)       | Wohnhaus eines Kossäten                                                                     | Das Kossätenhaus, anschauliches Beispiel ländlicher Architektur in friderizianischer Zeit, wurde Ende des 18. Jahrhunderts erbaut. Es ist ein giebelständiges, eingeschossiges Haus mit einem Satteldach. | Wohnhaus eines Kossäten                                                                     |
|          | Dorfstraße 89 (Lage)       | Gehöft, bestehend aus Wohnhaus, zwei Stallgebäuden,Einfriedung und Hofpflasterung           | | Gehöft, bestehend aus Wohnhaus, zwei Stallgebäuden,Einfriedung und Hofpflasterung           |

### Zermützel
| ID-Nr.   | Lage                 | Bezeichnung            | Beschreibung | Bild            |
| -------- | -------------------- | ---------------------- | --- | --------------- |
| 09170293 | Birkenhorst 2 (Lage) | Landhaus Möller        | Das Landhaus Möller ist ein Sommerhaus und wurde 1937 bis 1939 für den Berliner Kunsthändler Ferdinand Möller erbaut. Der Entwurf stammt von Hans Scharoun und soll das „organische Bauen“ darstellen. Es ist ein zweigeschossiges Haus, an einem Hang. Zum Hang hin ist das Dach bis zum Erdgeschoss herunter gezogen und zeigt eine Fledermausgaube. | Landhaus Möller |
|          | Dorfstraße 12 (Lage) | Wohnhaus („Lindenhof“) | | BW              |

### Zippelsförde
| ID-Nr.   | Lage            | Bezeichnung                                                    | Beschreibung | Bild |
| -------- | --------------- | -------------------------------------------------------------- | --- | ---- |
| 09171187 | Lietze 2 (Lage) | Ehemaliges Jagdhaus mit Sommerhaus und Resten einer Parkanlage | Das Jagdhaus wurde von 1912 bis 1914 im Heimatstil angelegt. Das Haus ist durch eine Lindenallee erreichbar. Das Jagdhaus ist ein eingeschossiges Haus mit einem Krüppelwalmdach. Das Dachgeschoss ist in Fachwerk ausgeführt. An den Längsseiten befinden sich zweigeschossige Risalite, die mit einem Zwerchdach abgeschlossen sind. Das Sommerhaus ist zweigeschossig mit einem Satteldach. Das obere Geschoss ist aus Fachwerk errichtet worden. An den Längsseiten befinden sich Mittelrisalite. | BW   |

## Baudenkmale inNeuruppin
| ID-Nr.            | Lage                                                                 | Bezeichnung | Beschreibung | Bild |
| ----------------- | -------------------------------------------------------------------- | --- | --- | --- |
| 09170216          | (Lage)                                                               | Historischer Stadtkern von Neuruppin innerhalb der Zollmauer und der mittelalterlichen Stadtbefestigung | | Historischer Stadtkern von Neuruppin innerhalb der Zollmauer und der mittelalterlichen Stadtbefestigung                                                                       |
| 09171142          | (Lage)                                                               | Stadtbefestigung, bestehend aus Stadtmauer, Kommunikation und Wallanlagen | Die Stadtbefestigung steht bereits seit 1912 unter Denkmalschutz. Seit wann es die Stadtbefestigung gibt, ist nicht bekannt, allerdings wurde diese im 14. und 15. Jahrhundert wesentlich verstärkt. Die Stadtmauer aus Backstein umgab, unterbrochen von Weichhäusern, die gesamte Stadt. An dem Altruppiner Tor und dem Bechlinger Tor befanden sich Rundtürme. Zum Land hin wurde die Stadt durch Wälle und Gräben zusätzlich geschützt. Ab dem Jahre 1875 wurde keine Steuern an den Stadttoren erhoben, die Stadtmauer verlort ihre Funktion. | Stadtbefestigung, bestehend aus Stadtmauer, Kommunikation und Wallanlagen |
| 09170507          | Alt Ruppiner Allee (Lage)                                            | Stadtpark | Der Stadtpark entstand auf Initiative von Oberst Alexander von Wulffen aus einem Schießplatz im Jahre 1834, der Teich wurde 1835 angelegt. Zur Gestaltung des Parkes gab es Vorschläge von Peter Joseph Lenné. | Stadtpark |
| 09170347          | Alt Ruppiner Allee (Lage)                                            | Sowjetischer Ehrenfriedhof | Der Friedhof wurde 1945 angelegt. Vor dem Gräberfeld befindet sich ein Obelisk auf einem Sockel. | Sowjetischer Ehrenfriedhof |
| 09171371          | Alt Ruppiner Allee 6, 7, Triftstraße 1 (Lage)                        | Wohnanlage | Die Wohnanlage wurde 1922–1924 erbaut. Das Haus Triftstraße 1 wurde nach Plänen von Otto Lang errichtet. | Wohnanlage |
| 09170906          | Alt Ruppiner Allee 35 (Lage)                                         | Ehemaliges Offizierskasino | Das Kasino wurde 1916 zusammen mit weiteren militärischen Anlagen für den Flugplatz Neuruppin errichtet und in den 1940er Jahren ausgebaut. | Ehemaliges Offizierskasino |
| 09171372          | Alt Ruppiner Allee 80 (Lage)                                         | Villa Schönbeck mit Einfriedung | Die Villa wurde um 1889 erbaut. Besitzer war der Brauer Wilhelm Schönbeck. Das Haus ist ein Putzbau im spätklassizistischen Stil. Auffällig ist der Mittelrisalit mit einem Söller, einer Nischenfigur und einem Giebel. Der südliche Teil des Hauses wurde 1900 hinzugefügt. | Villa Schönbeck mit Einfriedung |
| 09171153          | Alt Ruppiner Allee 81, Wittstocker Allee 1 (Lage)                    | Gasthaus „Schloßgarten“ (heute Ärztehaus „Schloßgarten“) | Vor dem jetzigen Bau stand hier das Gasthaus Schwarzer Adler, in dem reisende Juden unterkamen, weil sie in Neuruppin nicht übernachten durften. Im Jahre 1884 wurde das aktuelle Haus gebaut. Das Haus hat zweieinhalb Geschosse und Ecktürme. In den beiden Weltkriegen des 20. Jahrhunderts befand sich im Haus ein Lazarett. | Gasthaus „Schloßgarten“ (heute Ärztehaus „Schloßgarten“) |
| 09170218          | Am Alten Gymnasium 1–3 (Lage)                                        | Altes Gymnasium | Das alte Gymnasium wurde 1790 eingeweiht, der Vorgängerbau ist beim Stadtbrand 1787 abgebrannt. Hier wirkten in der Zeit von 1777 bis 1784 und 1785 Philipp Julius Lieberkühn und Johann Stuve. Das Gebäude ist schlossähnlich als dreiflügeliges Haus erbaut worden. 2010–2012 wurde es komplett saniert und umgebaut. | weitere Bilder |
| 09171893          | Am Alten Gymnasium 6 (Lage)                                          | Kelleranlage | | BW |
| 09171178          | Am Alten Gymnasium 7–9 (Lage)                                        | Postamt mit Einfriedung und Hofpflasterung | Das Postamt (Am Alten Gymnasium 7) wurde 1800/1801 erbaut. Es ist ein Bau im Neorenaissance-Stil. Das Haus Am Alten Gymnasium 9 wurde 1930 als Erweiterungsbau angelegt. | Postamt mit Einfriedung und Hofpflasterung |
| 09171790          | Am Alten Gymnasium 12 (Lage)                                         | Wohnhaus mit Seitenflügel und Nebengebäude | Das ehemalige Wohngebäude ist seit 2018 Sitz der Montessori-Oberschule und der Montessori-Schülerfirma Neuruppin | Wohnhaus mit Seitenflügel und Nebengebäude |
| 09171157          | Am Alten Gymnasium 14 (Lage)                                         | Schule (ehemals Wohnhaus) | Die Schule wurde 1790 als Wohnhaus erbaut. Ab 1879 war es die 1. Mädchenvolksschule, ab 1945 war es die Schule des Friedens, seit 2000 ist es das Montessori-Kinderhaus Neuruppin. Das Haus ist ein Ziegelbau mit sieben Achsen und einem Walmdach. | Schule (ehemals Wohnhaus) |
| 09171809          | An der Pauline 1 / Am Fehrbelliner Tor (Lage)                        | Alter Paulinenauer Bahnhof, bestehend aus Empfangsgebäude, Nebengebäude und Vorplatz | Der alte Paulinenauer Bahnhof ging 1880 in Betrieb und war der älteste Bahnhof der Stadt. 1901 wurde er durch einen stadteinwärts gelegenen Neubau ersetzt. 1930 wurden auch die Paulinenauer Reisezüge in den Hauptbahnhof geführt, der auch von den anderen Strecken bedient wurde. Die beiden Paulinenauer Bahnhöfe dienten weiterhin dem Güterverkehr. Auch nach Stilllegung der Strecke nach Paulinenaue wurde der alte Paulinenauer Bahnhof bis nach 1990 für den Güteranschluss einiger Betrieb weiterhin genutzt. | weitere Bilder |
| 09171394          | An der Seepromenade 36a–b (Lage)                                     | Verwaltungsgebäude und Straßenfassaden von zwei Produktionshallen des Minimax-Feuerlöschgerätewerks | | Verwaltungsgebäude und Straßenfassaden von zwei Produktionshallen des Minimax-Feuerlöschgerätewerks                                                                           |
| 09171877          | An der Seepromenade 37 (Lage)                                        | Pförtnerhaus des Minimax-Feuerlöschgerätewerks | | Pförtnerhaus des Minimax-Feuerlöschgerätewerks |
| 09171075          | August-Bebel-Straße 1 (Lage)                                         | Wohnhaus mit zwei Wirtschaftsgebäuden | Das Haus wird auch als Molliussches Haus bezeichnet, weil es 1801 für den Bürgermeister Mollius erbaut wurde. Ursprünglich sollte hier ein Prinzenpalais nach dem Stadtbrand 1787 errichtet werden, was aber nicht geschah. Es ist ein traufständiges zweigeschossiges Haus mit einer Freitreppe. | Wohnhaus mit zwei Wirtschaftsgebäuden |
| 09171378          | August-Bebel-Straße 9 (Lage)                                         | Wohnhaus mit Seitenflügeln | Das Wohnhaus wurde von 1867 bis 1868 erbaut. Es ist ein traufständiger, zweigeschossiger Putzbau mit einem Satteldach. | Wohnhaus mit Seitenflügeln |
| 09171811          | August-Bebel-Straße 13a (Lage)                                       | Evangelisches Gemeindehaus (heute Kindergarten) | Das Kinderhaus wurde 1927/28 als Evangelisches Gemeindehaus erbaut. Es ist ein traufständiger, zweigeschossiger verputzter Ziegelbau mit Walmdach. Ein flacher Mittelrisalit gliedert die symmetrische Fassade mit der Tordurchfahrt. Der Entwurf stammt von Regierungsbaumeister Max Neumann. Seit 2013 ist das Gebäude komplett zur Nutzung durch den Evangelischen Kindergarten umgebaut. Das Haus wurde am 12. März 2014 in die Denkmalliste des Landes Brandenburg aufgenommen. | Evangelisches Gemeindehaus (heute Kindergarten) |
| 09171003          | August-Bebel-Straße 14–15 (Lage)                                     | Wohnhaus | In dem Wohnhaus befindet sich das Heimatmuseum. Erbaut wurde das Doppelhaus 1790/1791. Es hat zwei Geschosse, 16 Achsen und eine klassizistische Fassade. Die Eingänge sind von dreiachsigen Risaliten umgeben, vor den Eingängen befinden sich Freitreppen. | Wohnhaus |
| 09171379          | August-Bebel-Straße 18 (Lage)                                        | Wohnhaus mit Seitenflügel | Das Wohnhaus wurde um 1790 erbaut. | Wohnhaus mit Seitenflügel |
| 09171380          | August-Bebel-Straße 22 (Lage)                                        | Mietwohnhaus | Das Mietwohnhaus wurde 1893 erbaut. Es ist ein dreigeschossiges Haus mit einem Berliner Dach. Die mittlere Achse von neun Achsen ist durch einen Erker hervorgehoben, hier befindet sich auch der Eingang. Der Fassadenschmuck ist auf die ersten beiden Geschosse beschränkt, so befinden sich über den Fenstern im ersten Geschoss Segmentbögen. | Mietwohnhaus |
| 09171367          | August-Bebel-Straße 22a (Lage)                                       | Wohnhaus mit Seitenflügel | Das Haus wurde 1790 erbaut und bis 1882 als Postgebäude genutzt, es ist zweigeschossig und hat fünf Achsen. Die mittlere Achse ist als Risalit gestaltet. | Wohnhaus mit Seitenflügel |
| 09171076          | August-Bebel-Straße 27 (Lage)                                        | Wohnhaus mit Hofgebäude | Das Haus wurde um das Jahr 1790 erbaut. Es ist ein einfacher Ziegelbau. | Wohnhaus mit Hofgebäude |
| 09171381          | August-Bebel-Straße 30a (Lage)                                       | Wohnhaus mit Seitenflügel und Hofgebäude | Das Haus wurde nach dem Stadtbrand im Jahre 1787 erbaut. Hier befanden sich bis zum Anfang des 19. Jahrhunderts die Zuchttiere der Gilde, daher wird dieser Bereich auch Bullenwinkel genannt. | Wohnhaus mit Seitenflügel und Hofgebäude |
| 09170098          | August-Bebel-Straße 38 (Lage)                                        | Wohnhaus | Das Haus wurde 1790 erbaut. Es ist ein Ziegelbau mit Putzfassade. | Wohnhaus |
| 09171691          | August-Bebel-Straße 40 (Lage)                                        | Wohnhaus | | Wohnhaus |
| 09170908          | August-Bebel-Straße 44 (Lage)                                        | Wohnhaus | Das Haus wurde um 1790 erbaut. | Wohnhaus |
| 09171063          | August-Bebel-Straße 45 (Lage)                                        | Wohnhaus | Das Haus wurde um das Jahr 1800 erbaut. Es ist ein Haus mit Walmdach und steht an der Ecke zur Wichmannstraße. | Wohnhaus |
| 09170102          | August-Bebel-Straße 47–49 (Lage)                                     | Druckerei Gustav Kühn, bestehend aus Verwaltungsgebäude, drei Fabrikgebäuden, Maschinen- und Krafthaus, Stall- und Garagengebäuden sowie Wohnhaus (heute Redaktionsgebäude) | Hier befand sich die Druckerei von Gustav Kühn. Diese Druckerei druckte ab 1815 die Neuruppiner Bilderbögen. Das Haus Nummer 47 wurde 1904 als Fabrikgebäude erbaut, auf der Parzell 48/49 wurden Ende des 18. Jahrhunderts zwei Wohnhäuser errichtet. Die Druckerei erwarb diese Wohngebäude 1927 und verbanden sie zu einem Haust. In der früheren Druckerei befand sich bis 2014 eine Lokalzeitungsredaktion. | Druckerei Gustav Kühn, bestehend aus Verwaltungsgebäude, drei Fabrikgebäuden, Maschinen- und Krafthaus, Stall- und Garagengebäuden sowie Wohnhaus (heute Redaktionsgebäude)   |
| 09171086          | August-Bebel-Straße 51 (Lage)                                        | Pfarrhaus und Kirche der evangelisch-methodistischen Gemeinde | Das Pfarrhaus wurde 1790 errichtet. | Pfarrhaus und Kirche der evangelisch-methodistischen Gemeinde |
| 09171094          | Bahnhofstraße 10a (Lage)                                             | Empfangsgebäude und Lokschuppen des Bahnhofs Neuruppin West | Das Empfangsgebäude des Neuruppiner Hauptbahnhofs stammt vom Ende des 19. Jahrhunderts. Seit Ende der 1990er Jahre wird er nicht mehr für den Personenverkehr genutzt. Der Lokschuppen des früheren Bahnbetriebswerks liegt auf der stadtabgewandten Seite der Gleisanlagen. Die Bezeichnung „Neuruppin West“ in der Denkmalliste ist nicht korrekt; Neuruppin West ist ein im Jahr 2000 eröffneter Haltepunkt an der Präsidentenstraße. | Empfangsgebäude und Lokschuppen des Bahnhofs Neuruppin West |
| 09171439          | Bahnhofstraße 17 (Lage)                                              | Verwaltungsgebäude | | Verwaltungsgebäude |
| 09171049          | Bernhard-Brasch-Straße 1 (Lage)                                      | Wohnhaus mit Seitengebäuden | Das Haus, um 1790 erbaut, ist das Eckhaus zur Virchowstraße. Es ist symmetrisch aufgebaut und zweigeschossig mit neun Achsen. Über den fünf mittleren Achsen befinden sich auffällige Festons. | Wohnhaus mit Seitengebäuden |
| 09171133          | Bernhard-Brasch-Straße 2 (Lage)                                      | Wohnhaus | Das Haus ist nach dem Stadtbrand im Jahre 1787 entstanden. Über dem Mitteltor befindet sich ein Puttenrelief. | Wohnhaus |
| 09170445          | Erich-Mühsam-Straße 7 (Lage)                                         | Wohnhaus mit zwei Wirtschaftsgebäuden | Das Wohnhaus wurde im 18. Jahrhundert als eingeschossiges Haus erbaut. Im Jahre 1870 wurden links vier Achsen angefügt und das Haus um ein Geschoss erweitert. | Wohnhaus mit zwei Wirtschaftsgebäuden |
| 09171289          | Erich-Mühsam-Straße 17 (Lage)                                        | Wohnhaus | Das Haus wurde zusammen mit den Häusern Erich-Mühsam-Straße 18, 22, 23 und Bergstraße 8 im Jahre 1740 erbaut. Die Häuser sollten als Kasernenstubenhäuser für verheiratete Soldaten dienen, die Verlegung eines Regimentes von Nauen nach Neuruppin wurde aber nicht durchgeführt. Aus diesem Grunde zogen ab 1743 Bürger in die Häuser. Die Häuser gehören zu den ältesten Kasernenanlagen in Brandenburg/Preußen. | Wohnhaus |
| 09171082          | Erich-Mühsam-Straße 18 (Lage)                                        | Wohnhaus | siehe Erich-Mühsam-Straße 17 | Wohnhaus |
| 09170444          | Erich-Mühsam-Straße 22 (Lage)                                        | Wohnhaus | siehe Erich-Mühsam-Straße 17 | Wohnhaus |
| 09170443          | Erich-Mühsam-Straße 23 (Lage)                                        | Wohnhaus | siehe Erich-Mühsam-Straße 17 | Wohnhaus |
| 09170446          | Erich-Mühsam-Straße 25 (Lage)                                        | Wohnhaus | Das Wohnhaus wurde um 1700 erbaut. Ab 1870 wurde rechte eine Wagenremise angebaut. Das Haus ist ein zweigeschossiges, traufständiges Haus mit einem Satteldach. Das Haus hat drei Fensterachsen, der Eingang befindet sich in der linken Achse. | Wohnhaus |
| 09171354 Wikidata | Ernst-Toller-Straße 8 (Lage)                                         | Kirche der Evangelisch-Freikirchlichen Gemeinde (Baptisten) mit Einfriedung | Die Friedenskapelle der Baptistengemeinde wurde im Jahre 1915 eingeweiht. Das Haus ist zweigeschossig. Der Mittelrisalit geht über die drei mittleren von fünf Achsen. Über dem Risalit befindet sich ein Zwerchhaus mit einer Dreifenstergruppe. | weitere Bilder |
| 09171740          | Ernst-Toller-Straße 12 (Lage)                                        | Maschinenhaus und Nebengebäude des Abwasserpumpwerks | Das Abwasserpumpwerk wurde von 1906 bis 1910 erbaut. Hier werden Abwässer gesammelt und zu den Rieselfeldern, später zum Klärwerk, geleitet. Es ist ein zweigeschossiges Haus mit einem Walmdach. Die technischen Anlagen wurden seit 1945 mehrfach ausgetauscht. | Maschinenhaus und Nebengebäude des Abwasserpumpwerks |
| 09170912          | Fehrbelliner Straße 2 (Lage)                                         | Villa | Die Villa wurde 1879/1880 erbaut. Sie ist ein Ziegelbau, die Fassade ist mit Stuck versehen. | Villa |
| 09170911          | Fehrbelliner Straße 3 (Lage)                                         | Villa | Die eingeschossige Villa wurde 1887/1888 gebaut. Links befindet sich ein Eckturm, rechts ein Seitenrisalit, der überdacht ist. | Villa |
| 09170910          | Fehrbelliner Straße 4a–f (Lage)                                      | Friedrich-Franz-Kaserne, bestehend aus Wacht- und Arrestgebäude, Kaserne 1 und 2, Wirtschaftsgebäude, Kammergebäude und Fahrzeugschuppen | Hier befand sich die Friedrich-Franz-Kaserne. Sie wurde 1899/1901 für das III. Bataillon des 4. Brandenburgischen Infanterie-Regiments Großherzog Friedrich-Franz II. von Mecklenburg-Schwerin Nr. 24 erbaut. Seit den 1990er Jahren sind die Häuser Verwaltungsgebäude, unter anderem Sitz des Sozialgerichts Neuruppin. | Friedrich-Franz-Kaserne, bestehend aus Wacht- und Arrestgebäude, Kaserne 1 und 2, Wirtschaftsgebäude, Kammergebäude und Fahrzeugschuppen                                      |
| 09171189          | Fehrbelliner Straße 6 (Lage)                                         | Villa | Die Villa ist ein Ziegelbau im Stil des Historismus aus dem Jahre 1899. | Villa |
| 09170909          | Fehrbelliner Straße 35–39 (Lage)                                     | Ruppiner Klinikum, bestehend aus Hauptgebäude, Aufnahme, Wirtschaftsgebäude, Bebauung des westlichen Hofs (Werkstätten und Wohnungen für Handwerker, Spritzenhaus, Eiskeller), Krankenhäuser der ehemaligen Männer- und Frauenseite, Wohnhäuser der Ärzte und des Direktors, Kegelbahn, Pavillon, Leichenhalle und Gartenanlage einschließlich Mauern | Die ehemalige Irrenanstalt wurde 1801 gegründet, seit dem Ende des 20. Jahrhunderts bildet der Gebäudekomplex die Ruppiner Kliniken. Die Häuser wurden 1893–1897 erbaut, sie sollten 1600 Patienten Platz bieten. Im Dritten Reich gab es hier Zwangssterilisationen und ab 1942 Deportationen im Rahmen der Aktion Brandt, ein Euthanasie-Programm. Das Klinikum ist ein Pavillonsystem mit Einzelgebäuden. In der Mitte befindet sich das Hauptgebäude, welches die Form eines Schlosses hat. Hinter dem Gebäude stehen Wirtschaftsgebäude sowie die Männer- und Frauenhäuser. Parallel dazu liegen die Krankenstationen. | weitere Bilder |
| 09171396          | Fehrbelliner Straße 112-114, 115a, 115b, 116–118 (Lage)              | Wohnanlage | Die Wohnanlage wurde im Jahre 1926 für das Personal der Irrenanstalt in der Fehrbelliner Straße 38 erbaut. | Wohnanlage |
| 09170447          | Fehrbelliner Straße 135 (Lage)                                       | Ehemalige Brauerei-Niederlassung | Die Brauerei-Niederlassung wurde 1902/1903 errichtet. Aktuell (Stand 2014) befindet sich der Jugendfreizeitklub (JFZ) Neuruppin darin. | Ehemalige Brauerei-Niederlassung |
| 09170455          | Fehrbelliner Straße 137 (Lage)                                       | Ehemaliger Paulinenauer Bahnhof, bestehend aus Bahnhofsgebäude, Bahnsteig mit Einfassung und Treppe, Vorplatz mit Pflasterung | Der Bahnhof wurde von 1899 bis 1901 für die Paulinenaue-Neuruppiner Eisenbahn erbaut. Im Jahre 1930 wurde der Bahnhof geschlossen und der Verkehr zum Hauptbahnhof verlegt. Das Bahnhofsgebäude zu Wohnungen umgestaltet. | Ehemaliger Paulinenauer Bahnhof, bestehend aus Bahnhofsgebäude, Bahnsteig mit Einfassung und Treppe, Vorplatz mit Pflasterung                                                 |
| 09170913          | Fehrbelliner Straße 139 (Lage)                                       | Villa | Die Villa wurde 1874/1875 für den Rentier Glietsch erbaut. | Villa |
| 09170916          | Feldmannstraße 1, Karl-Marx-Straße 28, 29 (Lage)                     | Königstorkaserne (heute Gerichtsgebäude), bestehend aus Hauptgebäude (Feldmannstraße 1), Waschanstalt (Karl-Marx-Straße 29), Exerzierhaus (Karl-Marx-Straße 28) und Turnhalle | Die Königstorkaserne wurde 1800–1883 für das I. Bataillon des 4. Brandenburgischen Infanterie-Regiments Großherzog Friedrich-Franz II. von Mecklenburg-Schwerin Nr. 24 erbaut. Im 20. Jahrhundert befand sich in einem Flügel die Polizei, im Mittelbau das Gericht und im anderen Flügel eine Hafteanstalt. Seit den späten 1990er Jahren ist der Gebäudekomplex Sitz des Landgerichts Neuruppin und Arbeitsgerichts Neuruppin. | Königstorkaserne (heute Gerichtsgebäude), bestehend aus Hauptgebäude (Feldmannstraße 1), Waschanstalt (Karl-Marx-Straße 29), Exerzierhaus (Karl-Marx-Straße 28) und Turnhalle |
| 09170220 Wikidata | Fischbänkenstraße 7/8 (Lage)                                         | Predigerwitwenhaus | Das Gebäude wurde 1735/1736 nach Entwürfen des Stadtphysikus Bernhard Matthias Feldmann erbaut. In den Jahren 1787–1794 wohnte Karl Friedrich Schinkel in dem Haus. | Predigerwitwenhaus |
| 09170222          | Fontaneplatz (Lage)                                                  | Fontane-Denkmal | Das Denkmal wurde von Max Wiese geschaffen und 1907 aufgestellt. | weitere Bilder |
| 09170914          | Fontaneplatz 1 (Lage)                                                | Knöllner-Villa | Sitz der Sparkasse | Knöllner-Villa |
| 09170918          | Fontaneplatz 3 a–c (Lage)                                            | Ehemaliges Fabrikgebäude der Druckerei Oehmigke & Riemschneider | | weitere Bilder |
| 09171607          | Fontanestraße 3 (Lage)                                               | Villa mit Einfriedung | | Villa mit Einfriedung |
| 09171308          | Fontanestraße 11 (Lage)                                              | Villa | Nutzung bis Dezember 2010 u. a. als Integrierte Leitstelle für Feuerwehr, Rettungsdienst und Katastrophenschutz | Villa |
| 09171052          | Franz-Künstler-Straße, Karl-Liebknecht-Straße, Puschkinstraße (Lage) | Promenadenanlage (Mittelpromenade, Fontane- und Kasernenanlage) | | Promenadenanlage (Mittelpromenade, Fontane- und Kasernenanlage) |
| 09171101          | Franz-Künstler-Straße 8 (Lage)                                       | Villa mit Einfriedung, Pavillon, Garage und Garten | | Villa mit Einfriedung, Pavillon, Garage und Garten |
| 09171193          | Franz-Künstler-Straße 11–15 (Lage)                                   | Mietwohnhäuser mit Einfriedungen und Seitenflügel | | Mietwohnhäuser mit Einfriedungen und Seitenflügel |
| 09171608          | Friedrich-Ebert-Straße 2 (Lage)                                      | Wohnhaus | | Wohnhaus |
| 09171426          | Friedrich-Ebert-Straße 5 / Friedrich-Engels-Straße 16 (Lage)         | Wohnhaus | Das Haus wurde um das Jahr 1790 erbaut. Es ist ein verputzter Ziegelbau. Um 1900 wurde ein Laden eingebaut. | Wohnhaus |
| 09171108          | Friedrich-Ebert-Straße 6 (Lage)                                      | Wohnhaus | Das Haus wurde um das Jahr 1790 erbaut. Es ist ein verputzter Ziegelbau. | Wohnhaus |
| 09171127          | Friedrich-Ebert-Straße 8 (Lage)                                      | Wohnhaus mit Hofgebäude | Das Vorgängerhaus wurde erstmals im Jahre 1477 erwähnt. Bei dem Stadtbrand 1787 brannte es und wurde 1790 durch das bestehende Haus ersetzt. Von 1838 bis 1890 befand sich hier die Höhere Töchterschule, bis 1920 die Gemeindemädchenschule. Über der Tür des Ziegelbaues befindet sich ein Medaillon mit der Inschrift FREY HAUS. | Wohnhaus mit Hofgebäude |
| 09171091          | Friedrich-Ebert-Straße 9 (Lage)                                      | Wohnhaus | Das Haus wurde im Jahre 1790 erbaut. | Wohnhaus |
| 09171368          | Friedrich-Ebert-Straße 10 (Lage)                                     | Wohnhaus mit Seitenflügeln | Das Haus wurde nach dem Stadtbrand 1787 erbaut. In der zweiten Hälfte des 19. Jahrhunderts wurde es umgebaut. | Wohnhaus mit Seitenflügeln |
| 09171429          | Friedrich-Ebert-Straße 11 (Lage)                                     | Wohnhaus mit Seitenflügeln | | Wohnhaus mit Seitenflügeln |
| 09171431          | Friedrich-Ebert-Straße 12 (Lage)                                     | Wohnhaus mit Seitenflügeln | | Wohnhaus mit Seitenflügeln |
| 09171446          | Friedrich-Ebert-Straße 14 (Lage)                                     | Wohnhaus mit Seitenflügeln | | Wohnhaus mit Seitenflügeln |
| 09171433          | Friedrich-Ebert-Straße 15 (Lage)                                     | Wohnhaus mit Seitenflügeln | | Wohnhaus mit Seitenflügeln |
| 09170311          | Friedrich-Engels-Straße 2 (Lage)                                     | Wohnhaus | Das Wohnhaus wurde um 1790 erbaut. Es ist ein zweigeschossiges, traufständiges Haus aus Ziegel. Das Haus hat fünf Fensterachsen, der Eingang ist in der Mitte. | Wohnhaus |
| 09170313          | Friedrich-Engels-Straße 3 (Lage)                                     | Wohnhaus | Das Haus wurde um das Jahr 1790 erbaut. Es ist ein traufständiges Fachwerkhaus. | Wohnhaus |
| 09170314          | Friedrich-Engels-Straße 4 (Lage)                                     | Wohnhaus | Das Haus wurde um das Jahr 1790 erbaut. Es ist ein Massivhaus mit vier Achsen, ein Gurtsims trennt die Stockwerke. | Wohnhaus |
| 09170315          | Friedrich-Engels-Straße 5 (Lage)                                     | Wohnhaus | Das Haus wurde um das Jahr 1790 erbaut. Es ist ein zweigeschossiges Haus. 1878 wurde das Dachgeschoss ausgebaut. | Wohnhaus |
| 09170316          | Friedrich-Engels-Straße 9 (Lage)                                     | Wohnhaus | Das Haus wurde um 1790 erbaut. Es ist ein zweigeschossiges Haus mit drei Achsen, die Eingangstür befindet sich in der rechten Achse. | Wohnhaus |
| 09171309          | Friedrich-Engels-Straße 10 (Lage)                                    | Wohnhaus | Das Haus wurde im Gegensatz zu den anderen Häuser erst Anfang des 19. Jahrhunderts erbaut. Es ist ein Fachwerkbau mit Putzfassade. An der linken Seite eine zweiflügelige Tür aus der Zeit Ende des 19. Jahrhunderts. | Wohnhaus |
| 09170317          | Friedrich-Engels-Straße 11 (Lage)                                    | Wohnhaus | Das Haus wurde um 1790 erbaut. Es ist ein typisches Haus der Straße. | Wohnhaus |
| 09171156          | Friedrich-Engels-Straße 14 (Lage)                                    | Wohnhaus | Das Haus wurde um 1790 erbaut. Es ist ein Haus des Kleinbürgertums aus der Zeit um 1800. | Wohnhaus |
| 09170318          | Friedrich-Engels-Straße 18 (Lage)                                    | Wohnhaus | Das Haus wurde um 1790 erbaut. Es ist ein Ziegelbau mit stark strukturiertem Putz. | Wohnhaus |
| 09170319          | Friedrich-Engels-Straße 19 (Lage)                                    | Wohnhaus | Das Haus wurde 1792 erbaut. Der Putz der Fassade ist mit horizontalen Bändern geformt. | Wohnhaus |
| 09170320          | Friedrich-Engels-Straße 22 (Lage)                                    | Wohnhaus | Das Wohnhaus ist ein palastartiger Bau aus dem Jahr 1792. Erbaut wurde es für die Witwe des Hauptmanns von Koßpoth. Auffällig ist der Mittelrisalit mit Freitreppe. Ende des 19. Jahrhunderts wurde das Haus umgebaut, im Jahre 1901 wurde der Balkon hinzugefügt. | Wohnhaus |
| 09170321          | Friedrich-Engels-Straße 23 (Lage)                                    | Wohnhaus | Das Haus wurde um 1790 erbaut. | Wohnhaus |
| 09170324          | Friedrich-Engels-Straße 24 (Lage)                                    | Wohnhaus | Das Haus wurde um 1790 erbaut. Die Fassade ist verputzt und asymmetrisch. Erdgeschoss und erster Stock sind durch einen Gurtsims getrennt. | Wohnhaus |
| 09170323          | Friedrich-Engels-Straße 25 (Lage)                                    | Wohnhaus | | Wohnhaus |
| 09170322          | Friedrich-Engels-Straße 26 (Lage)                                    | Wohnhaus | | Wohnhaus |
| 09170325          | Friedrich-Engels-Straße 27 (Lage)                                    | Wohnhaus | | Wohnhaus |
| 09171135          | Friedrich-Engels-Straße 35 (Lage)                                    | Verkaufsraum der ehemaligen Fleischerei Gustav Vielitz | Der Verkaufsraum ist mit Wandfliesen der Firma Villeroy & Boch ausgestattet. Die Fliesen sind um das Jahr 1901 entstanden, sie zeigen Szenen aus dem Landleben. | Verkaufsraum der ehemaligen Fleischerei Gustav Vielitz |
| 09171435          | Friedrich-Engels-Straße 37 (Lage)                                    | Wohnhaus mit Seitenflügeln | | Wohnhaus mit Seitenflügeln |
| 09170327          | Friedrich-Engels-Straße 40 (Lage)                                    | Wohnhaus | Das Haus wurde um 1790 erbaut. | Wohnhaus |
| 09170328          | Friedrich-Engels-Straße 42 (Lage)                                    | Wohnhaus | Das ehemalige Pfarrhaus der Evangelischen Gesamtkirchengemeinde Ruppin ist ein zweigeschossiger Bau mit einer plastischen Fassade. Das Haus hat fünf Achsen, in der Mitte befindet sich die Eingangstür. Rechts vom Haus führt ein Durchgang zum Hof. Die Kirchengemeinde hat das Haus 2014 veräußert. | Wohnhaus |
| 09170329          | Friedrich-Engels-Straße 45 (Lage)                                    | Wohnhaus | Das Wohnhaus wurde um 1790 erbaut. Die Fassade ist so gestaltet wie das Haus 46. | Wohnhaus |
| 09170330          | Friedrich-Engels-Straße 46 (Lage)                                    | Wohnhaus | Das Wohnhaus wurde um 1790 erbaut. Die Fassade ist so gestaltet wie das Haus 45. | Wohnhaus |
| 09170331          | Friedrich-Engels-Straße 47 (Lage)                                    | Wohnhaus | | Wohnhaus |
| 09170332          | Friedrich-Engels-Straße 48 (Lage)                                    | Wohnhaus | | Wohnhaus |
| 09170333          | Friedrich-Engels-Straße 49 (Lage)                                    | Wohn- und Geschäftshaus | | Wohn- und Geschäftshaus |
| 09171092          | Gartenstraße 28–30, Siebmannstraße 1–2, Wulffenstraße 60–62 (Lage)   | Wohnanlage | Die Wohnanlage wurde 1930/1931 erbaut, der Bauherr war die Märkische Wohnungsbau GmbH Berlin. Es ist ein dreigeschossiger Wohnblock mit einem U-förmigen Grundriss. Die Öffnung des U zeigt nach Norden. | Wohnanlage |
| 09171440          | Gerhart-Hauptmann-Straße 3 (Lage)                                    | Villa mit Garage, Pavillon und Garten | | Villa mit Garage, Pavillon und Garten |
| 09171345          | Gerhart-Hauptmann-Straße 11 (Lage)                                   | Villa mit Resten der Einfriedung | | Villa mit Resten der Einfriedung |
| 09171412 Wikidata | Gerhart-Hauptmann-Straße 61 (Lage)                                   | Friedhofskapelle, Leichenhalle und Glockenturm des Hauptfriedhofs | | Friedhofskapelle, Leichenhalle und Glockenturm des Hauptfriedhofs |
| 09171027          | Gerhart-Hauptmann-Straße 61 (Lage)                                   | Gedenkstätte für 20 Zwangsarbeiter auf dem Neuen Friedhof | | Gedenkstätte für 20 Zwangsarbeiter auf dem Neuen Friedhof |
| 09171415          | Gerhart-Hauptmann-Straße 61 (Lage)                                   | Grabstätte der Familie Haesecke, auf dem Hauptfriedhof | Das Grab befindet sich im Feld 7 des Friedhofes. | Grabstätte der Familie Haesecke, auf dem Hauptfriedhof |
| 09171416          | Gerhart-Hauptmann-Straße 61 (Lage)                                   | Grabstätte für Hermann und Auguste Hager, auf dem Hauptfriedhof | Das Grab für Hermann Hager befindet sich im Feld 9 des Friedhofes. Gestiftes wurde das Denkmal von den Apothekern Deutschland und Österreichs, es wurde 1897 eingeweiht. Es ist eine nach oben verjüngerde Granitsäule mit einem Medaillon von Hermann Hagers. Um das Grab steht eine schmiedeeiserne Einfriedung. Hermann Hager war ein deutscher Apotheker, Pharmakologe, Chemiker und Autor pharmazeutischer und botanischer Schriften. | Grabstätte für Hermann und Auguste Hager, auf dem Hauptfriedhof |
| 09171417          | Gerhart-Hauptmann-Straße 61 (Lage)                                   | Grabstätte (heute der Familie Sand), auf dem Hauptfriedhof | später für die Familie Sand genutzt | Grabstätte (heute der Familie Sand), auf dem Hauptfriedhof |
| 09171418          | Gerhart-Hauptmann-Straße 61 (Lage)                                   | Unbezeichnete Grabstätte, auf dem Hauptfriedhof | Das Grab befindet sich im Feld 7 des Friedhofes. | Unbezeichnete Grabstätte, auf dem Hauptfriedhof |
| 09171664          | Gerhart-Hauptmann-Straße 61 (Lage)                                   | Jüdischer Friedhof (Hauptfriedhof, Feld 6) | | Jüdischer Friedhof (Hauptfriedhof, Feld 6) |
| 09171305          | Heinrich-Heine-Straße 1 / Präsidentenstraße 65 (Lage)                | Villa mit Einfriedung | Die Villa wurde 1906/1907 erbaut, die Pläne kamen von Karl Eduard Bangert aus Berlin. Es ist ein zweigeschossiges Haus mit einem Feldsteinsockel. | Villa mit Einfriedung |
| 09171306          | (Lage)                                                               | Villa mit Einfriedung | | Villa mit Einfriedung |
| 09171307          | Heinrich-Heine-Straße 4 (Lage)                                       | Villa mit Einfriedung | | Villa mit Einfriedung |
| 09171119          | Heinrich-Heine-Straße 6 (Lage)                                       | Wohn- und Geschäftshaus | | Wohn- und Geschäftshaus |
| 09171483          | Heinrich-Heine-Straße 7 (Lage)                                       | Wohnhaus mit Einfriedung | | Wohnhaus mit Einfriedung |
| 09171484          | Heinrich-Heine-Straße 8 (Lage)                                       | Wohnhaus mit Einfriedung | | Wohnhaus mit Einfriedung |
| 09171098          | Heinrich-Heine-Straße 9 (Lage)                                       | Villa mit Einfriedung | | Villa mit Einfriedung |
| 09172799          | Jahnstraße 10 (Lage)                                                 | Seebadeanstalt Neuruppin (Jahnbad) | | Seebadeanstalt Neuruppin (Jahnbad) |
| 09171173          | Karl-Liebknecht-Straße 30 (Lage)                                     | Ehemalige Genossenschafts-Molkerei | | Ehemalige Genossenschafts-Molkerei |
| 09170915          | Karl-Liebknecht-Straße 33 (Lage)                                     | Garnisonslazarett (heute Stadtverwaltung) mit Nebengebäude | | Garnisonslazarett (heute Stadtverwaltung) mit Nebengebäude |
| 09170224          | Karl-Marx-Straße (Lage)                                              | Pfarrkirche Sankt Marien | Nutzung als Kultur- und Kongresszentrum | weitere Bilder |
| 09170917          | Karl-Marx-Straße 1 (Lage)                                            | Bahnhof Rheinsberger Tor mit Bahnhofsgebäude, Bahnsteigüberdachung und südlichem Nebengebäude | Der Bahnhof wurde 1914 erbaut. Das Haus gliedert sich in die Warteräume und einen Rundturm mit Kegeldach. Auf dem Rundturm befindet sich die Inschrift Rheinsberger Tor. Der Bahnhof war Teil der Kremmen-Neuruppiner-Wittstocker Eisenbahn. Das Gebäude beherbergt jetzt den Bürgerbahnhof Neuruppin. | Bahnhof Rheinsberger Tor mit Bahnhofsgebäude, Bahnsteigüberdachung und südlichem Nebengebäude                                                                                 |
| 09170448          | Karl-Marx-Straße 4 (Lage)                                            | Wohn- und Geschäftshaus | Das Haus wurde 1878 erbaut. | Wohn- und Geschäftshaus |
| 09171349          | Karl-Marx-Straße 5 (Lage)                                            | Wohnhaus | In dem Wohnhaus aus dem Jahre 1790 befinden sich im Erdgeschoss Geschäfte. Das Haus steht an der Ecke Rosenstraße. Es hat eine markante Fassade. | Wohnhaus |
| 09171350          | Karl-Marx-Straße 6 (Lage)                                            | Wohn- und Geschäftshaus mit Seitenflügel | Das Haus entstand am Ende des 18. Jahrhunderts. Der Seitenflügel befindet sich in der Rosenstraße. In den Jahren 1882 und 1900 wurde das Haus umgestaltet. | Wohn- und Geschäftshaus mit Seitenflügel |
| 09171351          | Karl-Marx-Straße 7 (Lage)                                            | Wohnhaus mit Seitenflügel | Das Haus entstand als Ziegelbau um 1790. Die Treppe und einige Türen sind aus der Bauzeit erhalten. | Wohnhaus mit Seitenflügel |
| 09170094          | Karl-Marx-Straße 18a (Lage)                                          | Amtsgerichtsgebäude | Hier befand sich im Mittelalter das Rathaus. Ein Vorgängerbau brannte bei dem Stadtbrand 1787 ab. Von 1800 bis 1804 wurde dann ein Gebäude als Rathaus errichtet, 1871 zog das Rathaus in die Wichmannstraße 18. Im Jahre 1880 wurde das Rathaus dann abgerissen. Das Amts- und Landgericht wurde von 1881 bis 1887 erbaut. Es ist eine Dreiflügelanlage im Stil des Historismus. Es ist Sitz des Amtsgerichtes Neuruppin. | Amtsgerichtsgebäude |
| 09171609          | Karl-Marx-Straße 23 (Lage)                                           | Wohnhaus | | Wohnhaus |
| 09171090          | Karl-Marx-Straße 32 (Lage)                                           | Wohnhaus | | Wohnhaus |
| 09171319          | Karl-Marx-Straße 40 (Lage)                                           | Wohn- und Geschäftshaus mit Seitenflügel | Das Haus wurde von 1905 bis 1907 erbaut. Es steht an der Ecke Wichmannstraße. Die Fassade ist im Stil des Jugendstiles erstellt worden. Das Haus prägt der Eckturm mit Schweifgiebel und Dachreiter. | Wohn- und Geschäftshaus mit Seitenflügel |
| 09170334          | Karl-Marx-Straße 50 (Lage)                                           | Wohnhaus mit Seitenflügel und Hofgebäude | Das Haus wurde 1791 erbaut. Seit 1924 befindet sich die Zieten-Apotheke im Haus. | Wohnhaus mit Seitenflügel und Hofgebäude |
| 09170335          | Karl-Marx-Straße 54 (Lage)                                           | Wohnhaus | Das Wohnhaus ist ein Ziegelbau aus dem Jahre 1790. Über den Fenstern im Erdgeschoss befinden sich vier Porträtbüsten. | Wohnhaus |
| 09170336          | Karl-Marx-Straße 55 (Lage)                                           | Wohnhaus | Das Baujahr kann nicht genau bestimmt werden, es ist aber zwischen 1788 und 1791 erbaut worden. Die mittlere der sieben Achsen ist als Risalit erbaute worden, im Erdgeschoss befindet sich ein Tor, im ersten Stock ein Balkon. | Wohnhaus |
| 09170337          | Karl-Marx-Straße 56 (Lage)                                           | Wohn- und Geschäftshaus | Das Haus wurde als zweigeschossiges Haus mit Gaststätte im Jahr 1788 erbaut. Die drei mittleren Achsen von sieben sind als Risalit erstellt worden. In der Mitte befindet sich eine Durchfahrt, rechts und links davon sind Türen. Im Jahre 1934 wurde das Haus um ein drittes Geschoss aufgestockt. | Wohn- und Geschäftshaus |
| 09170338          | Karl-Marx-Straße 57 (Lage)                                           | Wohn- und Geschäftshaus | Das Haus wurde im Jahre 1788 für den Materialisten Thiel erbaut. Das zweigeschossige Haus mit einem vierachsigen Risalit ist das Eckhaus zur Rudolf-Breitscheid-Straße. Im 19. Jahrhundert wurde das Haus zu einem Geschäftshaus umgestaltet. | Wohn- und Geschäftshaus |
| 09170339          | Karl-Marx-Straße 58 (Lage)                                           | Wohn- und Geschäftshaus | Das Haus entstand um das Jahr 1790. Es ist das Eckhaus zur Rudolf-Breitscheid-Straße. 1893 wurde der Balkon angebaut. Das Innere ist zum Teil im Ursprungszustand. | Wohn- und Geschäftshaus |
| 09170340          | Karl-Marx-Straße 62 (Lage)                                           | Wohn- und Geschäftshaus mit zwei Seitenflügeln | Das Haus wurde nach dem Stadtbrand von 1787 erbaut und hat fünf Achsen, der Seitenflügel 13 Achsen. Das Gebäude in der ehemaligen Friedrich-Wilhelm-Straße wurde nach der Errichtung von Johann Bernhard Kühn (1750–1826), Vater des Buchdruckers Gustav Kühn (1794–1868) bewohnt. | Wohn- und Geschäftshaus mit zwei Seitenflügeln |
| 09170341          | Karl-Marx-Straße 63 (Lage)                                           | Wohn- und Geschäftshaus | Das Gasthaus Fehrbelliner Hof ist um das Jahr 1790 entstanden. | Wohn- und Geschäftshaus |
| 09171407          | Karl-Marx-Straße 64 (Lage)                                           | Wohn- und Geschäftshaus | Die Villa wurde im Jahre 1890 erbaut. Davor befand sich hier die Stadtmauer. Nach 1945 wurde der Bau als Kindergarten genutzt. Die Fassade ist im Stil der Neorenaissance errichtet worden. | Wohn- und Geschäftshaus |
| 09170342          | Karl-Marx-Straße 66 (Lage)                                           | Wohnhaus | | Wohnhaus |
| 09170343          | Karl-Marx-Straße 67 (Lage)                                           | Wohn- und Geschäftshaus | | Wohn- und Geschäftshaus |
| 09170344          | Karl-Marx-Straße 68 (Lage)                                           | Wohn- und Geschäftshaus | | Wohn- und Geschäftshaus |
| 09170345          | Karl-Marx-Straße 70 (Lage)                                           | Wohn- und Geschäftshaus | | Wohn- und Geschäftshaus |
| 09170346          | Karl-Marx-Straße 71 (Lage)                                           | Wohn- und Geschäftshaus | | Wohn- und Geschäftshaus |
| 09170919          | Karl-Marx-Straße 76 (Lage)                                           | Wohn- und Geschäftshaus | | Wohn- und Geschäftshaus |
| 09170920          | Karl-Marx-Straße 78 (Lage)                                           | Wohn- und Geschäftshaus | | Wohn- und Geschäftshaus |
| 09170223          | Karl-Marx-Straße 84 (Lage)                                           | Wohnhaus mit „Löwenapotheke“ (Fontane-Geburtshaus) | An dieser Stelle befindet sich seit dem 17. Jahrhundert die Löwenapotheke. Das Haus wurde nach dem Stadtbrand 1787 im Jahre 1788 als zweigeschossiges Haus neu erbaut. 1867 wurde es um einen dritten Stock erweitert. In der mittleren der fünf Achsen befindet sich über dem Eingang eine Löwenfigur. Rechts vom Eingang ist eine Gedenktafel für Theodor Fontane angebracht, der hier geboren wurde. | weitere Bilder |
| 09170921          | Karl-Marx-Straße 85 (Lage)                                           | Wohn- und Geschäftshaus | | Wohn- und Geschäftshaus |
| 09171338          | Karl-Marx-Straße 88, Virchowstraße 19a (Lage)                        | Wohnhaus mit Seitenflügeln, zwei Hofgebäuden und Pflasterung | Das Eckhaus zur Virchowstraße wurde um das Haus 1790 erbaut. | Wohnhaus mit Seitenflügeln, zwei Hofgebäuden und Pflasterung |
| 09171109          | Karl-Marx-Straße 89 (Lage)                                           | Wohnhaus | | Wohnhaus |
| 09171331          | Karl-Marx-Straße 94 (Lage)                                           | Wohnhaus | | Wohnhaus |
| 09171332          | Karl-Marx-Straße 95 (Lage)                                           | Wohnhaus mit Seitenflügeln und Wirtschaftsgebäude | | Wohnhaus mit Seitenflügeln und Wirtschaftsgebäude |
| 09171339          | Karl-Marx-Straße 96 (Lage)                                           | Gasthaus „Berliner Hof“ mit Seitenflügel, zwei Hofgebäuden und Pflasterung | | Gasthaus „Berliner Hof“ mit Seitenflügel, zwei Hofgebäuden und Pflasterung |
| 09171352          | Karl-Marx-Straße 101 (Lage)                                          | Wohnhaus | | Wohnhaus |
| 09171353          | Karl-Marx-Straße 103 (Lage)                                          | Kulturhaus „Stadtgarten“ mit Nebengebäude und Einfriedung | Das Gasthaus Stadtgarten wurde in den Jahren 1896 bis 1897 erbaut. Davor befanden sich hier die Gastwirtschaften „Ratskellergarten“ und „Buchows Garten“. Im Krieg befand sich in dem Haus ein Lazarett. Das Haus ist im Stil des Historismus erbaut worden. In der Mitte des Hauses befindet sich der Eingang mit einer Freitreppe, darüber ein Zwerchhaus. An der linken Ecke befindet sich ein Erker, der ursprünglich einen Turm trug. | Kulturhaus „Stadtgarten“ mit Nebengebäude und Einfriedung |
| 09171397          | Kastaniensteg (Lage)                                                 | Zwei Pfeiler vom ehemaligen Hauptportal des Alten Friedhofs | | Zwei Pfeiler vom ehemaligen Hauptportal des Alten Friedhofs |
| 09170221          | Kirchplatz (Lage)                                                    | Denkmal für Karl Friedrich Schinkel | Entworfen hat das Denkmal Max Wiese, es zeigt Karl Friedrich Schinkel. Der Grundstein für das Denkmal wurde im Jahre 1881 gelegt, eingeweiht wurde es im Jahre 1883. Das Denkmal steht heute wieder, er war nach 1945 abgerissen worden, auf einem runden Ziegelpodest mit einer halbrunden Ziegelmauer mit Akroterien. Das Denkmal selber besteht aus einem Granitblock und einer Bronzefigur. Die Figur hat einen zeitgenössischen Rock an und hält in der Hand eine Zeichnung des Grundrisses des Berliner Schauspielhauses. | weitere Bilder |
| 09171054          | Klosterstraße 3 (Lage)                                               | Wohnhaus | Das Fachwerkhaus wurde vor dem Stadtbrand 1787 erbaut. | Wohnhaus |
| 09170449          | Klosterstraße 31 (Lage)                                              | Wohnhaus | Das Haus wurde um das Jahr 1700 erbaut. Es ist ein zweigeschossiges Haus in der Mitte befindet sich eine Einfahrt. | Wohnhaus |
| 09170450          | Klosterstraße 32 (Lage)                                              | Wohnhaus | Das Haus ist ein Fachwerkhaus aus dem 17. oder 18. Jahrhundert. Es war die ehemalige Gaststätte Lebensquelle. Im Haus hat es 1991 gebrannt. Das Haus ist unbewohnt und zerfällt. | Wohnhaus |
| 09170451          | Klosterstraße 35 (Lage)                                              | Wohnhaus | Das Haus ist ein Fachwerkhaus aus dem 17. oder 18. Jahrhundert. Es steht an der Ecke zur Friedrich-Engels-Straße. Das Haus ist unbewohnt und zerfällt. | Wohnhaus |
| 09171290          | Kommissionsstraße 6 (Lage)                                           | Wohnhaus mit zwei Hofgebäuden | | Wohnhaus mit zwei Hofgebäuden |
| 09171291          | Kommissionsstraße 7 (Lage)                                           | Wohnhaus mit drei Hofgebäuden und Hofpflasterung | | Wohnhaus mit drei Hofgebäuden und Hofpflasterung |
| 09171325          | Kommissionsstraße 13 (Lage)                                          | Wohnhaus mit Seitenflügel | | Wohnhaus mit Seitenflügel |
| 09171050          | Kommissionsstraße 14 (Lage)                                          | Wohnhaus mit Hofgebäude | | Wohnhaus mit Hofgebäude |
| 09171051          | Kommissionsstraße 16 (Lage)                                          | Wohnhaus | | Wohnhaus |
| 09171793          | Kommissionsstraße 18 (Lage)                                          | Wohnhaus | | Wohnhaus |
| 09171083          | Leineweberstraße 8 (Lage)                                            | Wohnhaus | | Wohnhaus |
| 09171105          | Neuer Markt 1 (Lage)                                                 | Wohnhaus | | Wohnhaus |
| 09171293          | Neuer Markt 6 (Lage)                                                 | Wohnhaus | | Wohnhaus |
| 09171326          | Neuer Markt 7 (Lage)                                                 | Wohnhaus | | Wohnhaus |
| 09171944          | Neustädter Straße 3 (Lage)                                           | Wohnhaus mit Einfriedung | | Wohnhaus mit Einfriedung |
| 09171313          | Neustädter Straße 58 (Lage)                                          | Johanniter-Ordens-Krankenhaus (heute Wohnhaus) mit Nebengebäude und Einfriedung | | Johanniter-Ordens-Krankenhaus (heute Wohnhaus) mit Nebengebäude und Einfriedung                                                                                               |
| 09170226          | Niemöllerplatz (Lage)                                                | Klosterkirche Sankt Trinitatis (frühere Dominikaner-Klosterkirche) | Die dreischiffige frühgotische Hallenkirche aus dem Jahr 1300 erhielt 1906/1907 die Zwillingstürme. Als bemerkenswerte Ausstattungen werden die Statue des Pater Wichmann aus dem 14. Jahrhundert, sechs gotische Sandsteinreliefs und ein Vesperbild aus dem 14. Jahrhundert genannt. | weitere Bilder |
| 09170458          | Poststraße 5 (Lage)                                                  | Wohnhaus | | Wohnhaus |
| 09171743          | Poststraße 6 (Lage)                                                  | Wohnhaus mit Hofgebäude | | Wohnhaus mit Hofgebäude |
| 09171835          | Poststraße 15 (Lage)                                                 | Wohnhaus mit Seitenflügel | | Wohnhaus mit Seitenflügel |
| 09171780          | Poststraße 22 / Siechenstraße 7 (Lage)                               | Wohnhaus mit Seitenflügel und Seitengebäude | | Wohnhaus mit Seitenflügel und Seitengebäude |
| 09171782          | Poststraße 23 / Siechenstraße 5 (Lage)                               | Wohnhaus mit Seitengebäude | | Wohnhaus mit Seitengebäude |
| 09171745          | Poststraße 33 (Lage)                                                 | Wohnhaus | | Wohnhaus |
| 09170377          | Präsidentenstraße 4 (Lage)                                           | Wohnhaus | | Wohnhaus |
| 09170378          | Präsidentenstraße 5 (Lage)                                           | Wohnhaus | | Wohnhaus |
| 09170381          | Präsidentenstraße 8 (Lage)                                           | Wohn- und Geschäftshaus | | Wohn- und Geschäftshaus |
| 09170383          | Präsidentenstraße 11 (Lage)                                          | Wohnhaus | | Wohnhaus |
| 09170384          | Präsidentenstraße 12 (Lage)                                          | Wohnhaus | | Wohnhaus |
| 09170385          | Präsidentenstraße 14 (Lage)                                          | Wohnhaus | | Wohnhaus |
| 09170386          | Präsidentenstraße 16 (Lage)                                          | Wohnhaus | | Wohnhaus |
| 09170387          | Präsidentenstraße 20 (Lage)                                          | Wohnhaus | | Wohnhaus |
| 09171707          | Präsidentenstraße 25 (Lage)                                          | Wohnhaus mit Seitenflügel | | Wohnhaus mit Seitenflügel |
| 09170388          | Präsidentenstraße 26 (Lage)                                          | Wohnhaus | | Wohnhaus |
| 09170389          | Präsidentenstraße 31 (Lage)                                          | Wohnhaus | | Wohnhaus |
| 09170389          | Präsidentenstraße 36 (Lage)                                          | Wohnhaus | | Wohnhaus |
| 09170392          | Präsidentenstraße 40 (Lage)                                          | Wohnhaus | | Wohnhaus |
| 09170393          | Präsidentenstraße 41 (Lage)                                          | Wohnhaus | | Wohnhaus |
| 09170394          | Präsidentenstraße 44 (Lage)                                          | Wohn- und Geschäftshaus | | Wohn- und Geschäftshaus |
| 09170395          | Präsidentenstraße 46 (Lage)                                          | Wohnhaus | | Wohnhaus |
| 09171064          | Präsidentenstraße 47 (Lage)                                          | Wohnhaus | | Wohnhaus |
| 09170396          | Präsidentenstraße 52 (Lage)                                          | Wohnhaus | | Wohnhaus |
| 09171708          | Präsidentenstraße 59 (Lage)                                          | Wohnhaus | | Wohnhaus |
| 09170397          | Präsidentenstraße 60 (Lage)                                          | Wohnhaus | Das Wohnahsu wurde um 1790 erbaut. Es ist ein zweigeschossiges, traufständiges Haus mit acht Fensterachsen und einem Satteldach. Ein Eingang befindet sich rechts und links, vor dem rechten Eingang befindet sich eine Freitreppe. In den beiden mittleren Achsen befinden sich Felder mit Puttenreliefs. | Wohnhaus |
| 09170219          | Präsidentenstraße 64 (Lage)                                          | Tempelgarten | Dies ist eine in den Grundzügen erhaltene barocke Anlage, mit einem Rundtempel nach Plänen von Knobelsdorff (1732–1735). In der Mitte des 19. Jahrhunderts wurde sie durch die Kaufmannsfamilie Gentz umfassend verändert, zusätzlich entstand eine Villa im arabischen Baustil, ein Gärtnerhaus mit Minarett und Tore samt Umfassungsmauern im orientalischen Stil. Neue Sandsteinplastiken wurden aufgestellt und eine neue Bepflanzung vorgenommen. | weitere Bilder |
| 09171485          | Präsidentenstraße 73 (Lage)                                          | Mietwohnhaus | | Mietwohnhaus |
| 09171134 Wikidata | Präsidentenstraße 86 (Lage)                                          | Katholische Herz-Jesu-Kirche mit Pfarr- und Gemeindehaus | Die katholische Herz-Jesu-Kirche wurde in den Jahren 1881 bis 1883 erbaut. | weitere Bilder |
| 09171486          | Präsidentenstraße 87 (Lage)                                          | Villa | | Villa |
| 09171202          | Puschkinstraße (Lage)                                                | Wasserturm | Der Wasserturm wurde von 1896 bis 1897 als Ausgleichsbehälter für das Wasserwerk in der Trenckmannstraße erbaut. Der Schaft ist rund und verjüngt sich nach oben. Auf dem Schaft in 23 Meter Höhe befindet sich der polygonale Hochbehälter. Er konnte 300 Kubikmeter Wasser speichern. Der Wasserturm dient nicht mehr der Wasserversorgung, sondern er wird als Kletterturm genutzt. | weitere Bilder |
| 09170452          | Puschkinstraße 3 (Lage)                                              | Wohnhaus | | Wohnhaus |
| 09171268          | Puschkinstraße 5b (Lage)                                             | Schule mit Turnhalle | Die Oberschule wurde nach Alexander Puschkin benannt. | Schule mit Turnhalle |
| 09171269          | Puschkinstraße 5c (Lage)                                             | Schule mit Turnhalle | Die Schule wurde nach Johann-Heinrich-Pestalozzi benannt. Es ist eine Schule mit dem sonderpädagogischen Förderschwerpunkt „Lernen“. | Schule mit Turnhalle |
| 09171784          | Puschkinstraße 6a (Lage)                                             | Villa mit Nebengebäude | Die Villa wurde von 1896 bis 1897 nach Plänen von J. V. Reimer und Körte aus Berlin erbaut. Der Bauherr war der Fabrikbesitzer Gustav Mootz. Es ist ein zweigeschossiger Bau mit einem Walmdach. Das Äußere der Villa ist gegliedert durch einen Eckturm, einen Altan, eine Gartenveranda und mehreren Zwerchhäusern. Die Ecken zeigen Putzquaderung. ZU der Villa gehört ein Stall- und Remisengebäude. | Villa mit Nebengebäude |
| 09171470          | Puschkinstraße 8 (Lage)                                              | Wohnhaus mit Seitenflügel, Quergebäude, Nebengebäude (Orgelsaal), Hofpflasterung und Einfriedung. | Hier befand sich die Werkstatt des Orgelbauers Albert Hollenbach. | Wohnhaus mit Seitenflügel, Quergebäude, Nebengebäude (Orgelsaal), Hofpflasterung und Einfriedung.                                                                             |
| 09171310          | Robert-Koch-Straße 3 (Lage)                                          | Wohnhaus mit drei Hofgebäuden und Hofpflasterung | | Wohnhaus mit drei Hofgebäuden und Hofpflasterung |
| 09171727          | Robert-Koch-Straße 6 (Lage)                                          | Wohnhaus | | Wohnhaus |
| 09171124          | Robert-Koch-Straße 8 (Lage)                                          | Wohnhaus mit Wirtschaftsgebäude | | Wohnhaus mit Wirtschaftsgebäude |
| 09171270          | Rosa-Luxemburg-Straße 16 (Lage)                                      | Schule mit Turnhalle | Die Schule wurde von 1904 bis 1905 als Präparandenheim des Schullehrer-Seminars erbaut. Ab 1920 war es die Gemeindemädchenschule, heute ist es die Gesamtschule Rosa Luxemburg. Es ist ein Ziegelbau mit einem H-förmigen Grundriss. | Schule mit Turnhalle |
| 09171071          | Rosenstraße 3 (Lage)                                                 | Wohnhaus | | Wohnhaus |
| 09171728          | Rosenstraße 10 (Lage)                                                | Wohnhaus mit Seitenflügel und Seitengebäude | | Wohnhaus mit Seitenflügel und Seitengebäude |
| 09170923          | Rosenstraße 11 (Lage)                                                | Wohnhaus | | Wohnhaus |
| 09170354          | Rudolf-Breitscheid-Straße 5 (Lage)                                   | Wohnhaus | | Wohnhaus |
| 09170355          | Rudolf-Breitscheid-Straße 7 (Lage)                                   | Wohnhaus | | Wohnhaus |
| 09170353          | Rudolf-Breitscheid-Straße 8 (Lage)                                   | Wohnhaus | | Wohnhaus |
| 09170356          | Rudolf-Breitscheid-Straße 9 (Lage)                                   | Wohnhaus | | Wohnhaus |
| 09170357          | Rudolf-Breitscheid-Straße 10 (Lage)                                  | Wohnhaus | | Wohnhaus |
| 09171692          | Rudolf-Breitscheid-Straße 11 (Lage)                                  | Wohnhaus mit Seitenflügel und Hofpflasterung | | Wohnhaus mit Seitenflügel und Hofpflasterung |
| 09170358          | Rudolf-Breitscheid-Straße 12 (Lage)                                  | Wohnhaus | | Wohnhaus |
| 09170359          | Rudolf-Breitscheid-Straße 13 (Lage)                                  | Wohnhaus | | Wohnhaus |
| 09170360          | Rudolf-Breitscheid-Straße 14 (Lage)                                  | Wohnhaus | | Wohnhaus |
| 09170361          | Rudolf-Breitscheid-Straße 15 (Lage)                                  | Wohnhaus | | Wohnhaus |
| 09170362          | Rudolf-Breitscheid-Straße 16 (Lage)                                  | Wohnhaus | Im Jahre 1788 nach dem Stadtbrand in der ehemaligen Heinrichstraße erbaut, wurde das Gebäude im Februar 1815 für 3800 Taler von der Freimaurerloge „Ferdinand zum Roten Adler“ erworben. Diese erweiterte und baute um, legte einen Garten an und versuchte, die Enteignung 1934 durch Verkauf an die „Ruppinsche Eisenbahn AG“, deren damaliger Direktor Karl Hochstätter auch der letzte Meister vom Stuhl vor der Zwangsauflösung war, zu verhindern. 1935 bezog die SA das Haus als „Kameradschaftshaus“. Im Jahre 1997 erhielt die „Weltkugel-Stiftung“ Grundstück und Gebäude zurück und verpachtete im Herbst 1997 dem DRK-Kreisverband Ostprignitz-Ruppin die Liegenschaft. Seit 2001 befindet sich hier die Heimstatt der wiedereröffneten Freimaurer-Johannisloge „Ferdinand zum roten Adler“. | Wohnhaus |
| 09170364          | Rudolf-Breitscheid-Straße 18 (Lage)                                  | Wohnhaus | | Wohnhaus |
| 09170366          | Rudolf-Breitscheid-Straße 20 (Lage)                                  | Wohnhaus | | Wohnhaus |
| 09170367          | Rudolf-Breitscheid-Straße 21 (Lage)                                  | Wohnhaus | | Wohnhaus |
| 09170368          | Rudolf-Breitscheid-Straße 26 (Lage)                                  | Wohnhaus | | Wohnhaus |
| 09170369          | Rudolf-Breitscheid-Straße 33 (Lage)                                  | Wohnhaus | | Wohnhaus |
| 09170370          | Rudolf-Breitscheid-Straße 35 (Lage)                                  | Wohnhaus | | Wohnhaus |
| 09170371          | Rudolf-Breitscheid-Straße 36 (Lage)                                  | Wohnhaus | | Wohnhaus |
| 09170372          | Rudolf-Breitscheid-Straße 38 (Lage)                                  | Wohnhaus | Im Hof befand bis 1970 sich der Evangelische Kindergarten, seitdem befindet sich dort das Evangelische Kinder- und Jugendzentrum. | Wohnhaus |
| 09170373          | Rudolf-Breitscheid-Straße 39 (Lage)                                  | Wohnhaus | | Wohnhaus |
| 09170374          | Rudolf-Breitscheid-Straße 40 (Lage)                                  | Wohnhaus | | Wohnhaus |
| 09170375          | Rudolf-Breitscheid-Straße 41 (Lage)                                  | Wohnhaus | | Wohnhaus |
| 09171667          | Scharländerstraße 9 (Lage)                                           | Wohnhaus | | Wohnhaus |
| 09171038          | Schifferstraße 2 (Lage)                                              | Armen- und Waisenhaus | als Wohnhaus genutzt | Armen- und Waisenhaus |
| 09171107          | Schifferstraße 5b (Lage)                                             | Ehemaliges Land-Irrenhaus mit Einfriedung | | Ehemaliges Land-Irrenhaus mit Einfriedung |
| 09171690          | Schifferstraße 17 (Lage)                                             | Wohnhaus | | Wohnhaus |
| 09170454          | Schinkelstraße 1 (Lage)                                              | Wohn- und Geschäftshaus | | Wohn- und Geschäftshaus |
| 09171635          | Schinkelstraße 5/6 (Lage)                                            | Wohnhaus mit Seitenflügel | | Wohnhaus mit Seitenflügel |
| 09171497          | Schinkelstraße 9 (Lage)                                              | Wohnhaus mit Seitenflügel | | Wohnhaus mit Seitenflügel |
| 09171271          | Schinkelstraße 10 (Lage)                                             | Evangelisches Gemeindehaus (Kantorhaus) | Wohnhaus | Evangelisches Gemeindehaus (Kantorhaus) |
| 09171272          | Schinkelstraße 11 (Lage)                                             | Evangelisches Gemeindehaus (Inspektoratshaus) mit Hofgebäude | Wohnhaus mit Gemeinderäumen | Evangelisches Gemeindehaus (Inspektoratshaus) mit Hofgebäude |
| 09171610          | Schinkelstraße 12 (Lage)                                             | Evangelisches Pfarrhaus (Diakonatshaus) mit Hofgebäude | | Evangelisches Pfarrhaus (Diakonatshaus) mit Hofgebäude |
| 09171164          | Schinkelstraße 23 (Lage)                                             | Feuerwehrgebäude | | Feuerwehrgebäude |
| 09171004          | Seestraße 8 (Lage)                                                   | Wohnhaus | | Wohnhaus |
| 09170457          | Seestraße 9 (Lage)                                                   | Wohnhaus | | Wohnhaus |
| 09170529          | Siechenstraße 4 (Lage)                                               | Siechenkapelle | Die Hospitalkapelle St. Lazarus, auch St. Laurentius, wurde 1491 erbaut. Es handelt sich um einen einschiffigen spätgotischen Backsteinbau mit Netzgewölbe. Im Innern befinden sich ein Kruzifix aus dem 15. Jahrhundert, ein Kanzelaltar von 1715 und eine Orgel des Orgelbauers Albert Hollenbach. | weitere Bilder |
| 09170217          | Siechenstraße 4 (Lage)                                               | Ehemaliges Hospitalgebäude (Uphus) auf dem Hof | Das Hospital wurde 1490 durch den Schwertfeger Claus Schmidt gestiftet. Das Laubenganghaus Uphus ist eines der ältesten Fachwerkhäuser Neuruppins. Seit dem Ende des 20. Jahrhunderts befindet sich hier eine Gaststätte. | weitere Bilder |
| 09170459          | Siechenstraße 8 (Lage)                                               | Wohnhaus | | Wohnhaus |
| 09170460          | Siechenstraße 9 (Lage)                                               | Wohnhaus | | Wohnhaus |
| 09170461          | Siechenstraße 10 (Lage)                                              | Wohnhaus | | Wohnhaus |
| 09170462          | Siechenstraße 11 (Lage)                                              | Wohnhaus | | Wohnhaus |
| 09171007          | Siechenstraße 14 (Lage)                                              | Wohnhaus | | Wohnhaus |
| 09171021          | Siechenstraße 17 (Lage)                                              | Wohnhaus mit Hofgebäuden | | Wohnhaus mit Hofgebäuden |
| 09171022          | Siechenstraße 21 (Lage)                                              | Wohnhaus | | Wohnhaus |
| 09171340          | Steinstraße 1 (Lage)                                                 | Wohnhaus mit Seitenflügel und Hofgebäude | Das Wohnhaus wurde um 1790 erbaut. Es ist ein zweigeschossiges, traufständiges Haus mit einem Satteldach und drei Fensterachsen. Im Jahre 1893 wurde ein Laden im Erdgeschoss eingebaut und die linke Toreinfahrt angelegt. | Wohnhaus mit Seitenflügel und Hofgebäude |
| 09171341          | Steinstraße 3 (Lage)                                                 | Wohnhaus mit Seitenflügel | Das Wohnhaus wurde um 1790 erbaut. Das traufständige, zweigeschossige Haus hat ein Satteldach. Die Fassade ist durch ein Gurtgesims und einem vierachsigen Mittelrisalit. Rechts befindet sich eine Toreinfahrt, diese geht über zwei Achsen. Im Hof wurde 1907 ein Pferdestall und eine Remise gebaut. | Wohnhaus mit Seitenflügel |
| 09171401          | Steinstraße 4 (Lage)                                                 | Wohnhaus mit Hofgebäude | | Wohnhaus mit Hofgebäude |
| 09171073          | Steinstraße 7 (Lage)                                                 | Altlutherische Kirche mit Pfarrhaus | Die altlutherische Kreuzkirche wurde im Jahre 1853 erbaut und im Jahre 1992 restauriert. Das Pfarrhaus wurde 1790 als Wohnhaus erbaut. Die Kirche ist ein Schiffsbau aus Sichtziegel mit einem Feldsteinsockel. In der Mitte der Fassade befindet sich das Hauptportal, diese ist begrenzt von zwei Turmen mit Spitzhelm. Zu den Ausstattungsgegenständen gehört ein Altargemälde aus dem Jahr 1853 von Rudolf Schulz, es zeigt die Auferstehung Christi. | Altlutherische Kirche mit Pfarrhaus |
| 09171721          | Steinstraße 19 (Lage)                                                | Wohnhaus mit Seitenflügel und Hofgebäude | | Wohnhaus mit Seitenflügel und Hofgebäude |
| 09171720          | Steinstraße 21 (Lage)                                                | Wohnhaus | | Wohnhaus |
| 09171355          | Straße des Friedens 3 (Lage)                                         | Villa | | Villa |
| 09171356          | Straße des Friedens 4 (Lage)                                         | Wohnhaus mit Einfriedung | | Wohnhaus mit Einfriedung |
| 09171357          | Straße des Friedens 6, 6a (Lage)                                     | Villa mit Hofgebäude und Einfriedung | | Villa mit Hofgebäude und Einfriedung |
| 09171369          | Straße des Friedens 7 (Lage)                                         | Wohnhaus mit Nebengebäude und Einfriedung | | Wohnhaus mit Nebengebäude und Einfriedung |
| 09170376          | Straße des Friedens 8, 9, 9a, 10 (Lage)                              | Hospital St. Georg, bestehend aus Kapelle, altem Hospitalgebäude, Stift I und II sowie Altersheim | Das Hospitalgebäude wurde im Jahre 1738 erbaut. Die Kapelle entstand in der ersten Hälfte des 14. Jahrhunderts, sie weist eine barocke Stuckdecke auf. Der spätgotische Flügelaltar stammt aus dem Anfang des 16. Jahrhunderts. | weitere Bilder |
| 09170463          | Straße des Friedens 11 (Lage)                                        | Wohnhaus | | Wohnhaus |
| 09171423          | Straße des Friedens 18 (Lage)                                        | Wohnhaus mit Seiten- und Quergebäude, Hofpflasterung, Pavillon und Garten | | Wohnhaus mit Seiten- und Quergebäude, Hofpflasterung, Pavillon und Garten |
| 09171155          | Straße des Friedens 19 (Lage)                                        | Wohnhaus mit Einfriedung | | Wohnhaus mit Einfriedung |
| 09171149          | Straße des Friedens 20 (Lage)                                        | Wohnhaus | | Wohnhaus |
| 09171512          | Trenckmannstraße 35 (Lage)                                           | Altes Wasserwerk, ehemals Maschinenhaus des Wasserwerks I | | Altes Wasserwerk, ehemals Maschinenhaus des Wasserwerks I |
| 09171297          | Virchowstraße 1 (Lage)                                               | Wohnhaus mit drei Hofgebäuden und Hofpflasterung | | Wohnhaus mit drei Hofgebäuden und Hofpflasterung |
| 09171298          | Virchowstraße 4 (Lage)                                               | Wohnhaus | | Wohnhaus |
| 09171311          | Virchowstraße 5 (Lage)                                               | Wohnhaus mit Seitenflügel | | Wohnhaus mit Seitenflügel |
| 09170464          | Virchowstraße 7 (Lage)                                               | Wohnhaus | | Wohnhaus |
| 09171327          | Virchowstraße 10 (Lage)                                              | Wohnhaus mit Seitenflügel | | Wohnhaus mit Seitenflügel |
| 09171095          | Virchowstraße 11 (Lage)                                              | Wohnhaus | | Wohnhaus |
| 09170924          | Virchowstraße 13 (Lage)                                              | Wohnhaus | Sitz der Küsterei der Evangelischen Gesamtkirchengemeinde Ruppin | Wohnhaus |
| 09170101          | Virchowstraße 14/15 (Lage)                                           | Landratsamt (heute Kreisverwaltung) mit Nebengebäude | In den Jahren 1894/1895 nach Entwürfen des Berliner Architekten Max Schilling erbaut. Bis 1945 Sitz des Landratsamtes, bis 1952 Sitz der sowjetischen Militärkommandantur, dann Sitz des Rates des Kreises. Ab 1990 Sitz des Landratsamtes Neuruppin bis 1993. Im Foyer Gemälde des Orientmalers Wilhelm Gentz (1822–1890). Seit 1993 ist das Haus Sitz der Kreisverwaltung des Landkreises Ostprignitz-Ruppin. | Landratsamt (heute Kreisverwaltung) mit Nebengebäude |
| 09171299          | Virchowstraße 18 (Lage)                                              | Wohnhaus mit Seitenflügel | | Wohnhaus mit Seitenflügel |
| 09171731          | Virchowstraße 23 (Lage)                                              | Wohnhaus | | Wohnhaus |
| 09171138          | Virchowstraße 33/34 (Lage)                                           | Mietwohnhaus mit Nebengebäude | Das Haus wurde 1902 bis 1903 erbaut. Das Haus steht an der Ecke zur Wallstraße und bildet so stadttorartige Eingang zur Stadt. Es ist ein dreigeschossiges Haus mit Balkonen, Erkern und Ornamenten. An der Ecke befindet sich ein Eckerker. Auf dem Krüppelwalmdächern befinden sich Zwerchhäuser. | Mietwohnhaus mit Nebengebäude |
| 09171139          | Wallstraße 5 (Lage)                                                  | Mietwohnhaus mit Einfriedung | Das Mietwohnhaus wurde von 1907 bis 1909 erbaut. 1898 wurde hier die Stadtmauer angelegt und später die Wallstraße angelegt. Es ist ein das Eckhaus zur Virchowstraße. Es ist ein dreigeschossiges Haus mit Balkonen, Erkern und Ornamentschmuck und einem Berliner Dach. An der Ecke befindet sich ein turmartiger Erker. | Mietwohnhaus mit Einfriedung |
| 09170231          | Wichmannstraße / Am Alten Gymnasium (Lage)                           | Karl-Marx-Büste | | Karl-Marx-Büste |
| 09170350          | Wichmannstraße / Am Alten Gymnasium (Lage)                           | Gedenkstein für Opfer des Faschismus (OdF) | Ein Denkmal für die Opfer des Faschismus wurde 1947 aufgestellt. Im Jahre 1981 wurde das von Horst Misch entworfene Denkmal eingeweiht. Es zeigt drei überlebensgroße Figuren in einer Gruppe. | Gedenkstein für Opfer des Faschismus (OdF) |
| 09171794          | Wichmannstraße 2 (Lage)                                              | Wohnhaus mit Seitenflügel | | Wohnhaus mit Seitenflügel |
| 09171005          | Wichmannstraße 3/4 (Lage)                                            | Wohnhaus | | Wohnhaus |
| 09171786          | Wichmannstraße 13 (Lage)                                             | Wohnhaus mit zwei Seitenflügeln und zwei Hofgebäuden | | Wohnhaus mit zwei Seitenflügeln und zwei Hofgebäuden |
| 09171148          | Wichmannstraße 17 (Lage)                                             | Schule (ehemals Lyzeum) | Die Schule wurde in den Jahren 1889/1890 als Höhere Töchterschule (Lyzeum) erbaut. Ab 1918 wurde die Schule als Knaben-Mittelschule genutzt. Ab 1945 war es dann die Fontaneschule, später war es die Schule des Friedens. Nach umfangreichen Umbauten beherbergt das Gebäude jetzt die Montessori-Grundschule Neuruppin. | Schule (ehemals Lyzeum) |
| 09171117          | Wichmannstraße 18 (Lage)                                             | Stadthaus | Das Haus wurde um 1790 erbaut. Es gehörte bis 1852 dem Major von Zieten aus Wildberg. 1871 kaufte der Magistrat der Stadt Neuruppin das Haus und baute es zum Rathaus um. Von 1885 bis 1886 wurde das Haus aufgestockt und links wurde ine Achse mit Einfahrt hinzugefügt. Das Satteldach ist schiefergedeckt und trägt ein Dachhaus und Lukarnen. | Stadthaus |
| 09170105          | Wichmannstraße 20 (Lage)                                             | Wohnhaus | | Wohnhaus |
| 09172739          | Wittstocker Allee 3 (Lage)                                           | Brauereigebäude und Lagerkeller der Brauerei Schönbeck | | Brauereigebäude und Lagerkeller der Brauerei Schönbeck |
| 09170348          | Wittstocker Allee (Lage)                                             | Ehrenmal für Opfer des Konzentrationslagers Sachsenhausen, vor Nr. 161 a–b | | Ehrenmal für Opfer des Konzentrationslagers Sachsenhausen, vor Nr. 161 a–b |
| 09171408          | Wittstocker Allee 167/168 (Lage)                                     | Oberförsterei, bestehend aus Forsthaus, Nebengebäude, Wirtschaftsgebäude und Torpfeilern | | Oberförsterei, bestehend aus Forsthaus, Nebengebäude, Wirtschaftsgebäude und Torpfeilern                                                                                      |

## Ehemalige Baudenkmale
| ID-Nr. | Lage                                 | Bezeichnung                                                   | Beschreibung | Bild |
| ------ | ------------------------------------ | ------------------------------------------------------------- | --- | --- |
|        | Alt-Ruppin Brückenstraße 3 (Lage)    | Wohn- und Geschäftshaus                                       | Das Haus wurde um 1900 erbaut. Es ist ein Haus mit neun Achsen. Die Fassade ist mit der Putzgliederung erhalten. | Wohn- und Geschäftshaus |
|        | Gühlen-Glienicke Dorfstraße 9 (Lage) | Gemeinde- und Armenhaus (seit dem Ende des 20. Jhd. Wohnhaus) | | [[Vorlage:Bilderwunsch/code!/C:53.051523,12.75745!/D:Gühlen-Glienicke Dorfstraße 9, Gemeinde- und Armenhaus (seit dem Ende des 20. Jhd. Wohnhaus)!/\|BW]] |
|        | Am Weinberg (Lage)                   | Ehemaliges Offizierskasino                                    | Bau eines Offizierskasinos eines Panzerregiments aus dem Jahr 1936. Architekt Robert Kisch. Denkmalsverlust: Kein Denkmal mehr gemäß Denkmalliste des Landes Brandenburg Landkreis Ostprignitz-Ruppin (Stand: 31. Dezember 2011) | Ehemaliges Offizierskasino |
|        | Neuruppin Seestraße 23 (Lage)        | Wohnhaus                                                      | | Wohnhaus |